# Chapelle Notre-Dame de Kerdévot
Pour les articles homonymes, voir Chapelle Notre-Dame.
Notre-Dame de Kerdévot (en breton Itron Varia Kerzevot) est une église catholique située dans la commune d'Ergué-Gabéric, en Bretagne. Monument dont la date de fondation n'est pas connue, elle est réédifiée au XVe siècle en dévotion à la Sainte Vierge, après qu'une épidémie de peste a ravagé la région.
De style gothique, elle prend place dans un enclos comprenant un calvaire du XVIe siècle et une sacristie du XVIIIe siècle. Une fontaine de style gothique réputée soigner la fièvre et le catarrhe est aménagée à 300 m de l'enclos. L'ensemble architectural est un exemple remarquable de la période de reconstruction consécutif à la guerre de succession de Bretagne et de l'âge d'or breton des XVe et XVIe siècles. L'enclos est classé monument historique depuis le 9 mai 1914.
La chapelle est également renommée pour sa statuaire, notamment son retable flamand de la fin du XVe siècle, et son pardon tenu chaque année le second dimanche de septembre.

## Histoire

### La peste d'Elliant

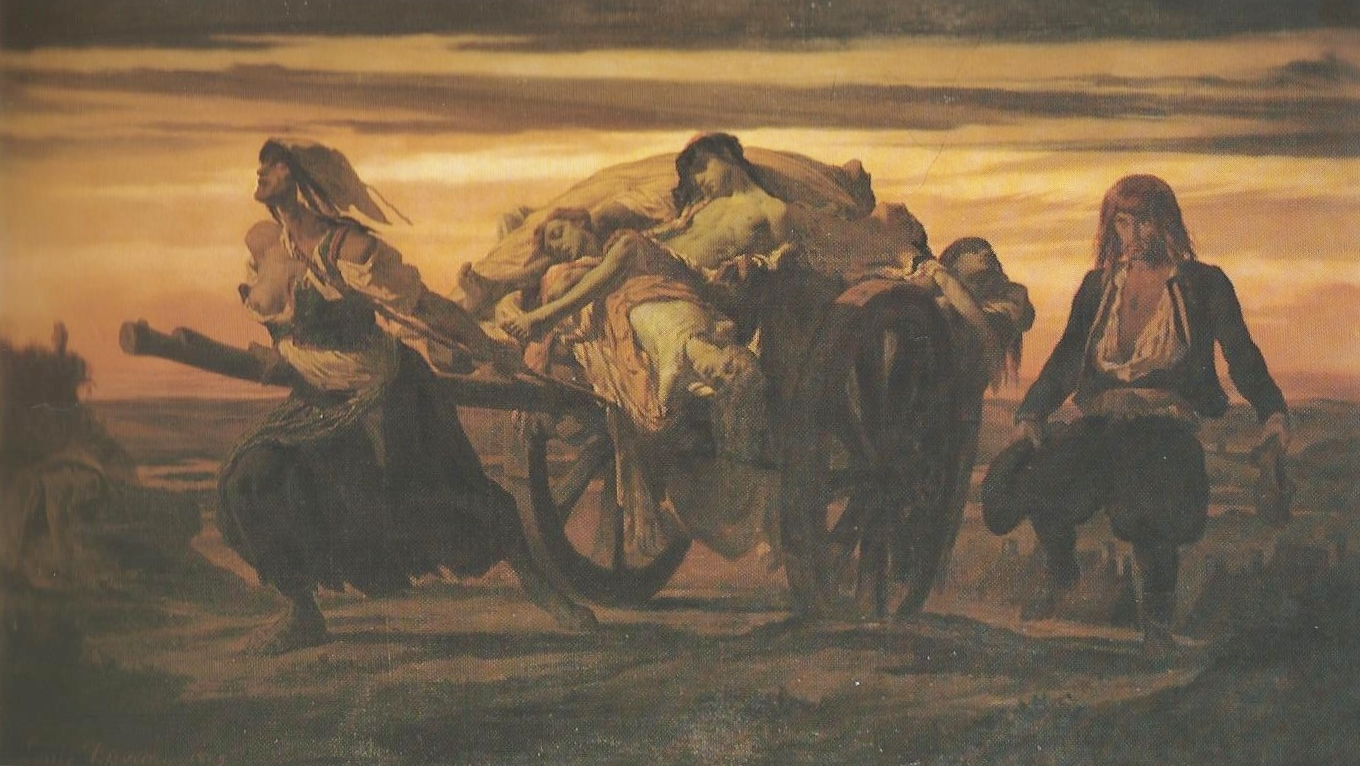
La peste d'Elliant représentée par Louis Duveau en 1849.

Selon la tradition populaire, la chapelle de Kerdévot fut élevée en remerciement de l'intervention de la Vierge, qui protégea la paroisse d'Ergué-Gabéric de la peste sévissant dans la paroisse voisine d'Elliant,. Cet épisode de la « peste d'Elliant » a suffisamment marqué les esprits de l'époque pour que sa légende vienne jusqu'à nous à travers plusieurs œuvres, telle La Peste d’Elliant présentée par Théodore Hersart de La Villemarqué dans son Barzaz Breiz, ou celle rapportée par François-Marie Luzel dans ses Chants populaires de la Basse-Bretagne.
Ainsi, selon la légende, un meunier ramena la peste (matérialisée sous les traits d'une vieille mendiante) de la ville de Quimper en la paroisse d'Elliant, où elle tua presque tous les habitants. Alors que la peste allait atteindre Ergué-Gabéric, la Vierge apparut et l'arrêta au niveau du ruisseau marquant la limite des deux paroisses. Pour la remercier, un sanctuaire fut construit sur les terres du seigneur de Botbodern, à proximité du lieu du miracle. Cet acte a donné son nom à la chapelle, Kerdévot signifiant en breton le lieu des dévots.
Sur le plan historique, il est établi que les décennies précédant la construction de la chapelle ont vu la résurgence régulière d'épidémies de peste, particulièrement en 1349.

### La chapelle de dévotion
Le nom de Kerdévot apparaît pour la première fois en 1439, dans le testament d'un ecclésiastique quimpérois. La chapelle existait donc à cette époque, sans que l'on puisse savoir s'il s'agit du bâtiment actuel. Toutefois, certains éléments d'architecture de la chapelle permettent de la dater du XVe siècle : la maîtresse-vitre du chœur porte la date de 1489,, et le clocher comporte un médaillon représentant une hermine passante, symbole des ducs de Bretagne qui ont régné jusqu'en 1514, ainsi que deux blasons d'hermines sur les sablières de la nef. On sait par ailleurs que dans cette période consécutive à la désastreuse guerre de succession (1341-1364), les ducs faisaient des donations aux églises et chapelles locales, comme Jean V pour Locronan en 1438. Cela a pu bénéficier aussi à Kerdévot et entraîner de nombreux autres dons. Il est par exemple établi que les nobles locaux ont contribué à l'édification de la chapelle et à son embellissement, à l'instar de François Liziart, seigneur de Kergonan en Ergué-Gabéric, au XVe siècle et des seigneurs de Tréanna en Elliant, ces derniers étant au service du duc pendant tout le XVe siècle. Une tiare papale est également figurée dans le chœur, ce qui peut indiquer une exonération de la paroisse de certaines charges pour accélérer les travaux. La chapelle est inaugurée en 1556.
Les dons importants ont probablement permis à la fabrique d'acheter assez rapidement le magnifique retable flamand que l'on peut voir au-dessus du maître-autel. Ce retable a été fabriqué par les ateliers d'Anvers et date des années 1480-1490. Il comporte six panneaux représentant les scènes de la vie de Marie. Quatre scènes sont d'origine et deux ont été ajoutées au XVIIIe siècle.
La peste frappe régulièrement la région quimpéroise, notamment en 1533, 1565, 1586, 1595 et 1639. Chaque épidémie est l'occasion pour la fabrique de Kerdévot de recevoir des dons, par exemple les 33 écus offerts en 1598 par Yves Toullalan, chantre de la cathédrale de Quimper. La richesse relative de la fabrique permet d'embellir et de compléter la chapelle. Ainsi un calvaire et une fontaine sont construits dans le courant du XVIe siècle. Le mobilier de la chapelle est également complété à cette époque par l'achat de la statue dite Notre-Dame-de-Kerdévot et celle de Notre-Dame-de-l'Angoisse. Le retable flamand est quant à lui complété par deux panneaux supplémentaires.
Le père Alexandre, qui effectue un tro Breiz, passe à Kerdévot vers 1669. Il décrit un pardon attirant une foule importante et une manifestation alliant les dévotions à la Vierge et la bonne chère de la foire.
Le XVIIIe siècle commence par une catastrophe : une tempête abat le clocher le 2 février 1701. La fabrique le reconstruit rapidement. Une nouvelle cloche est achetée en 1704 et une nouvelle sacristie est construite en 1705 dans le style classique.
À cette époque, la renommée de la chapelle est telle qu'au carême de 1712, des marins de l'escadre de Duguay-Trouin, tout juste rentrés d'une campagne au Brésil, viennent y faire leurs dévotions. Le cantique de Kerdévot, composé peu après, rappelle cet évènement. Il s'agit d'un chant en moyen breton long de 56 couplets. Il fait l'apologie de Notre-Dame de Kerdévot en rappelant ses légendes et ses miracles. Il se compose de la façon suivante : 
| Couplets | Contenu                                   |
| -------- | ----------------------------------------- |
| 1 à 5    | Considérations sur les malheurs du temps  |
| 6 à 9    | Éloge de Kerdévot                         |
| 10 à 15  | Légende du retable flamand                |
| 16 à 20  | Évocation de la peste d'Elliant           |
| 21 à 29  | Bienfaits de Notre-Dame de Kerdévot       |
| 30 à 32  | Le pèlerinage des marins de Duguay-Trouin |
| 33 à 50  | Miracles à Kerdévot                       |
| 51 à 56  | Les grandes heures de Kerdévot            |

Vers la fin de l'Ancien Régime, la chapelle Notre-Dame de Kerdévot à Ergué-Gabéric (avec 1 450 livres de revenus annuels estimés), était la troisième de l'évêché de Cornouaille pour le montant de ses revenus constitués essentiellement par les offrandes des pèlerins, donc probablement le troisième pèlerinage le plus fréquenté de l'évêché. 
Les richesses accumulées dans la chapelle suscitent la convoitise et attirent des bandes organisées qui dérobent des objets précieux. À tel point qu'en 1774 le Parlement de Bretagne ordonne qu'un sacristain dorme dans la chapelle pour éviter les vols.

### La tradition se perpétue
À partir de 1789, la Révolution française apporte des changements radicaux : la constitution civile du clergé est promulguée dès le 24 août 1790, ce qui impose au recteur d'Ergué-Gabéric et à ses vicaires de se soumettre à ce texte non approuvé par le Saint-Siège. Réfractaire, le recteur Alain Dumoulin  est alors remplacé par un curé constitutionnel qui prend sa place au bourg d'Ergué. Dumoulin se réfugie à Kerdévot, avant de fuir finalement à Prague.
Le 29 avril 1795, la chapelle de Kerdévot, bien national, est vendue aux enchères. Les paroissiens organisent le rachat de l'édifice par l'intermédiaire d'une souscription. Afin de contourner la loi qui interdit ce type de rachat, un prête-nom est choisi : Jérôme Crédou, par ailleurs futur maire d'Ergué-Gabéric. Celui-ci s'engage à céder gracieusement la chapelle à la commune, chose faite en 1804. La chapelle sera élevée en 1855 au rang d'église succursale de la paroisse d'Ergué-Gabéric par un décret impérial.
Le XIXe siècle voit la perpétuation des traditions de dévotion à Notre-Dame. Les pardons célébrés tout au long de l'année attirent les foules et les curieux, notamment le grand pardon du mois de septembre. Des artistes de passage à Kerdévot relatent ainsi la renommée du lieu et l'importance des cérémonies religieuses :

« En ce temps-là, Notre-Dame de Kerdévot jouissait d’une réputation et d’une vogue extraordinaires, à peu près comme celles dont jouit plus tard, à la Salette et à Lourdes, la Vierge de l’Immaculée Conception. Tous les enfants scrofuleux, les teigneux, tous les hommes et les femmes affligés de plaies variqueuses ou cancéreuses allaient se plonger dans cette fontaine et y décrasser leurs plaies. »

— Jean-Marie Déguignet, Mémoires d'un paysan bas-breton
Des peintres prennent le grand pardon comme modèle de leurs tableaux, tel Eugène Boudin qui exécute 23 croquis dans les années 1855 - 1857 pour préparer son tableau Un pardon près de Quimper, aujourd'hui disparu.
La première moitié du xxe siècle verra également l'édition de cartes postales des scènes pittoresques des pardons de Kerdévot. On peut notamment citer les séries de Joseph Villard dans les années 1910 et celles de Raphaël Binet dans l'entre-deux-guerres.
Le retable puis la chapelle sont progressivement reconnus comme un patrimoine à protéger : après le classement aux monuments historiques du retable flamand le 23 juillet 1898, la chapelle, la sacristie et le calvaire sont classés à leur tour le 9 mai 1914. L'ensemble architectural et le placître deviennent aussi un site inscrit en 1931, et le reste des objets et du mobilier ancien est classé monument historique  entre les années 1930 et 1950.
Après la seconde Guerre mondiale, la renommée de la chapelle diminue. Seul le « grand pardon » de la nativité de Marie attire encore plusieurs milliers de personnes au début du mois de septembre.
C'est seulement après le vol en 1973 de plusieurs personnages du retable flamand, que l'intérêt pour la chapelle renaît vraiment. Le bâtiment et son mobilier sont restaurés, et le site s'ouvre aux visites touristiques.

## Architecture

### L'enclos
La chapelle prend place dans un enclos fermé par un muret et jouxtant au sud les anciennes écuries de la ferme de Kerdévot. On accède à l'enclos par l'un des deux portails de fer forgé. Le calvaire se situe au milieu du placître, tandis que la chapelle prend place dans la moitié nord de l'enclos, la sacristie étant accolée à sa façade méridionale.

#### Extérieurs de la chapelle
La chapelle de Kerdévot, construite essentiellement au XVe siècle, est de style gothique flamboyant. Elle forme un bâtiment rectangulaire, construit en granite, couvert de deux pans de toiture en ardoises. Ses dimensions imposantes (30 mètres de large et 13 mètres de haut) lui valent le surnom de « cathédrale de campagne ».
La façade occidentale date du XVe siècle. Elle comporte la porte principale de la chapelle, encadrée par un portail ouvragé, et surmontée d'un fenêtre à baie géminée. Les armoiries des seigneurs ayant probablement contribué à l’édification de la chapelle sont placées au-dessus de la porte. L'hermine passante du duc de Bretagne est quant à elle située à la place d'honneur, au départ du clocher.
La façade est soutenue par quatre contreforts, dont deux se prolongent par des tours octogonales donnant accès au clocher. Ces dernières, ainsi que le clocher construit en 1702, sont d'un style hybride entre le gothique et le style classique. Le clocher, qui comporte une balustrade et une flèche et de granite, culmine à vingt mètres de hauteur.
Le clocher abrite deux  cloches. La première date de 1704 et mesure 93 centimètres de diamètre. La seconde a été fabriquée à Nantes en 1803 et mesure 76 centimètres de diamètre.
Le côté sud de la chapelle fait face au placître et au calvaire. De style gothique, elle est soutenue par quatre contreforts encadrant deux fenêtres et deux portes, dont l'une est murée. Une lucarne de style classique a été ajoutée postérieurement afin d'éclairer l'escalier du clocher. La façade comporte également un cadran solaire en ardoise.
Le chevet est plat. Il comporte deux contreforts encadrant deux fenêtres et la maîtresse-vitre du chœur. Les contreforts sont agrémentés de pinacles. Une fenêtre circulaire au décor d'inspiration celtique est présente au-dessus de la verrière principale.
Le côté nord comporte deux fenêtres et une porte murée.

Les extérieurs de la chapelle, vues d'ensemble
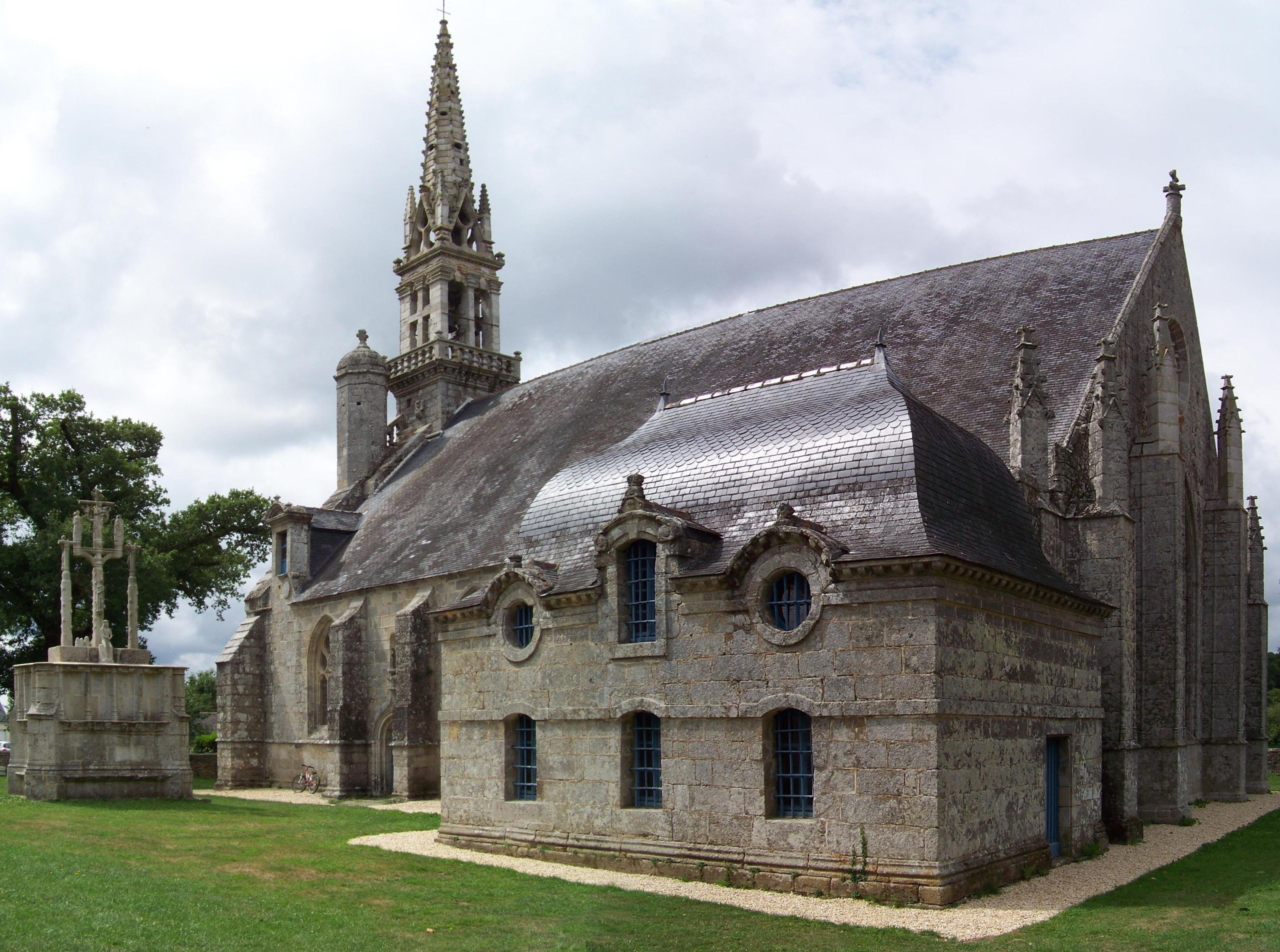
Le côté sud
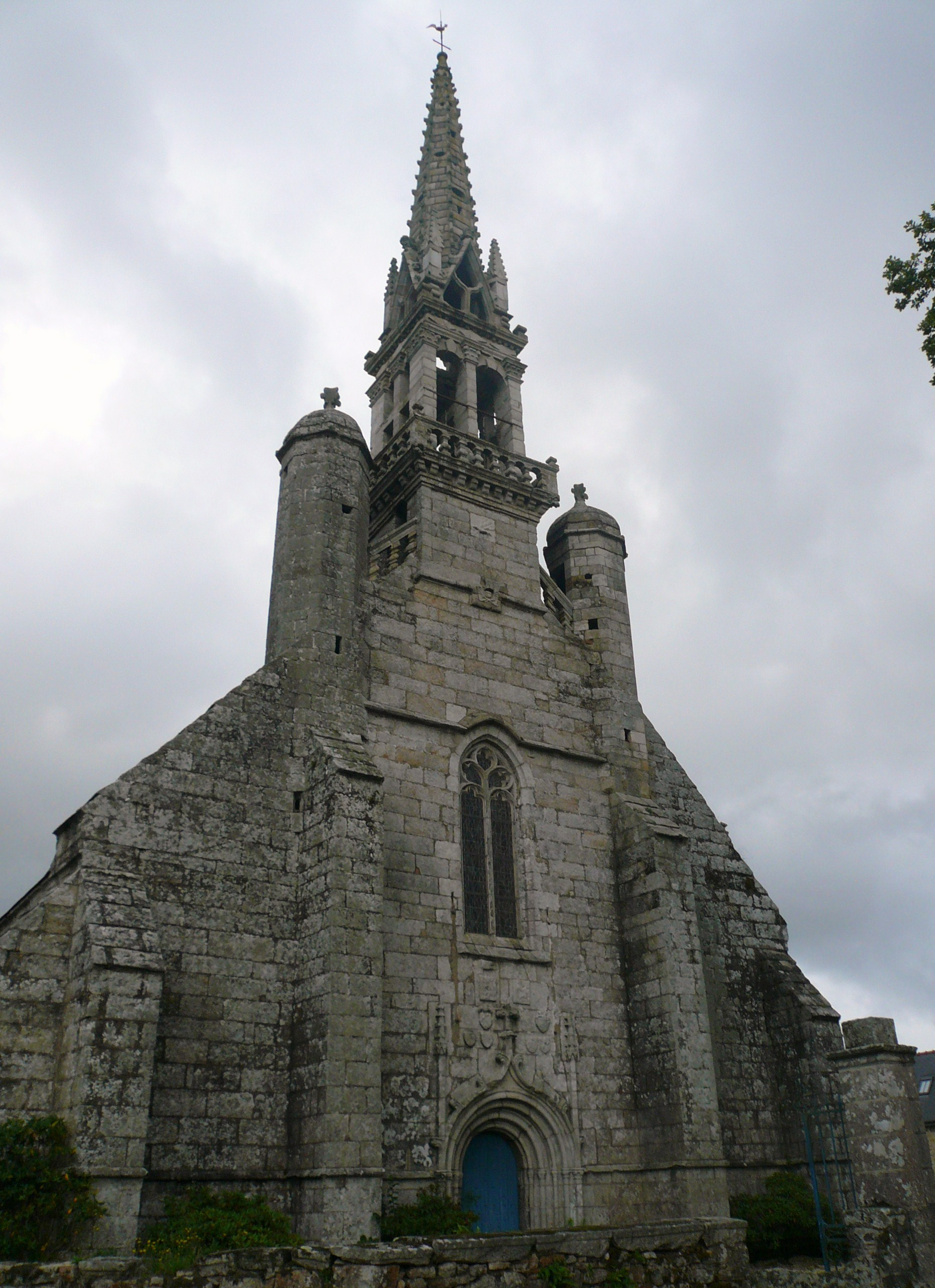
La façade occidentale
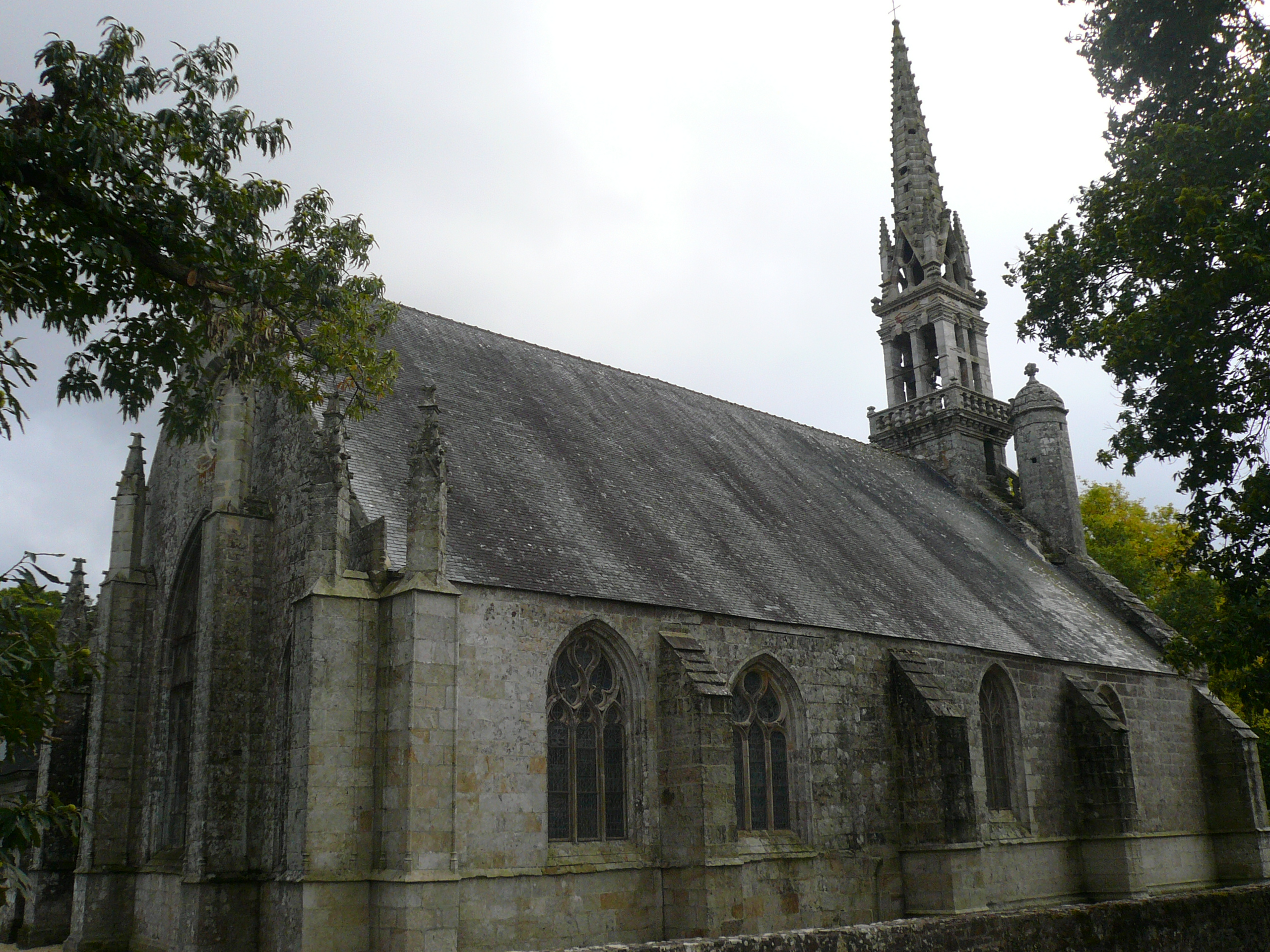
Le côté nord
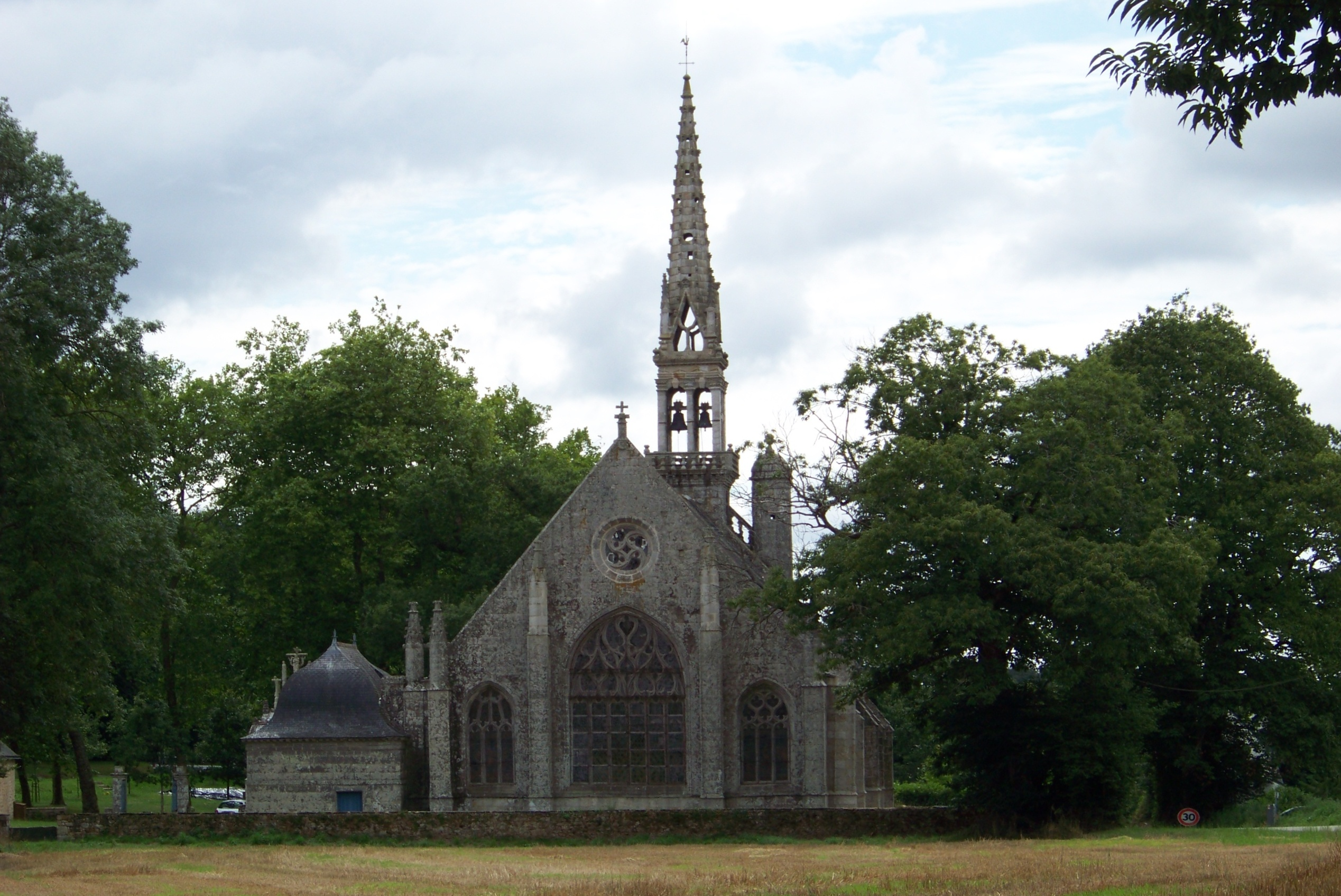
Le chevet

Les extérieurs de la chapelle, détails
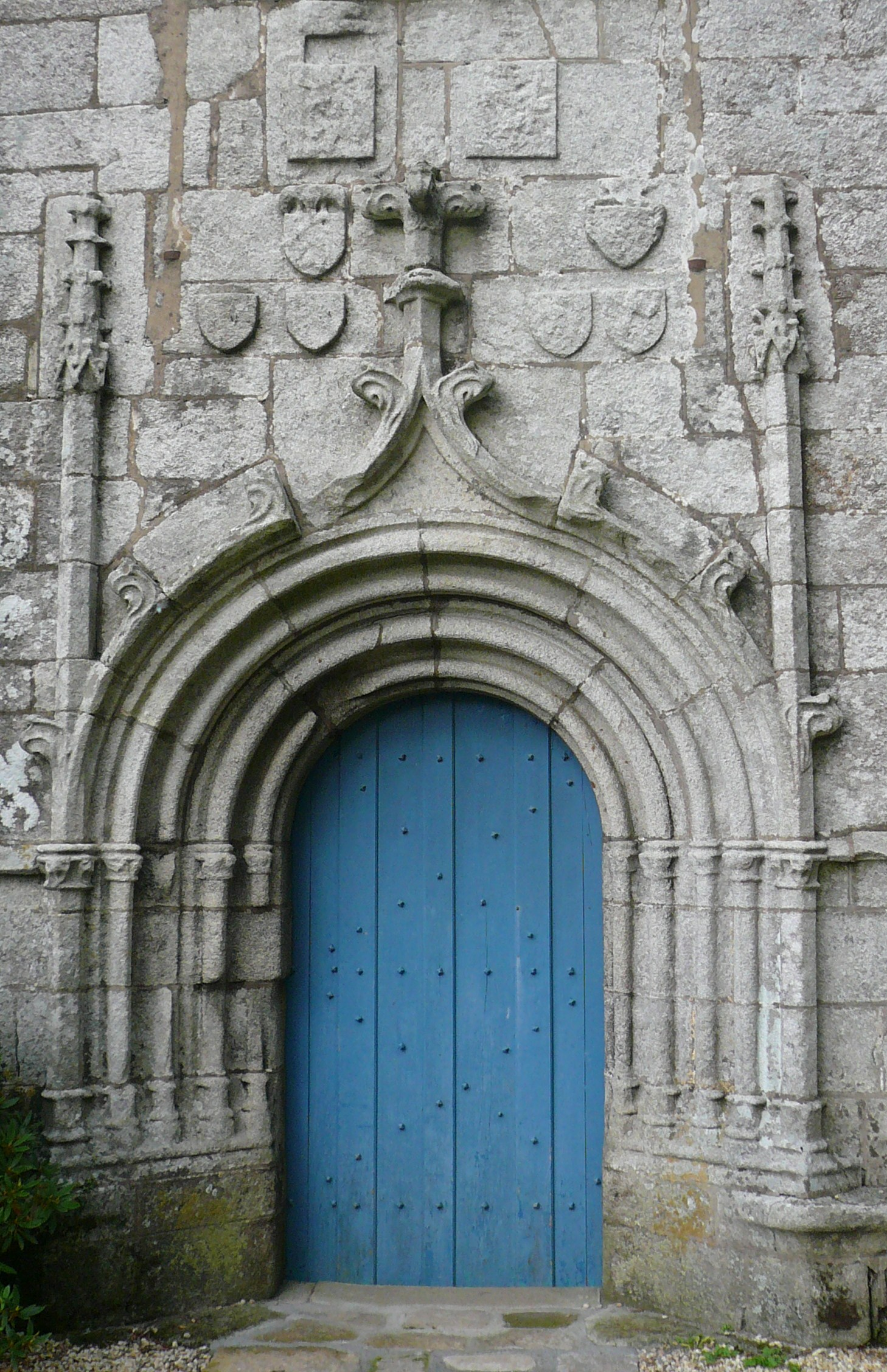
Le portail de la façade occidentale
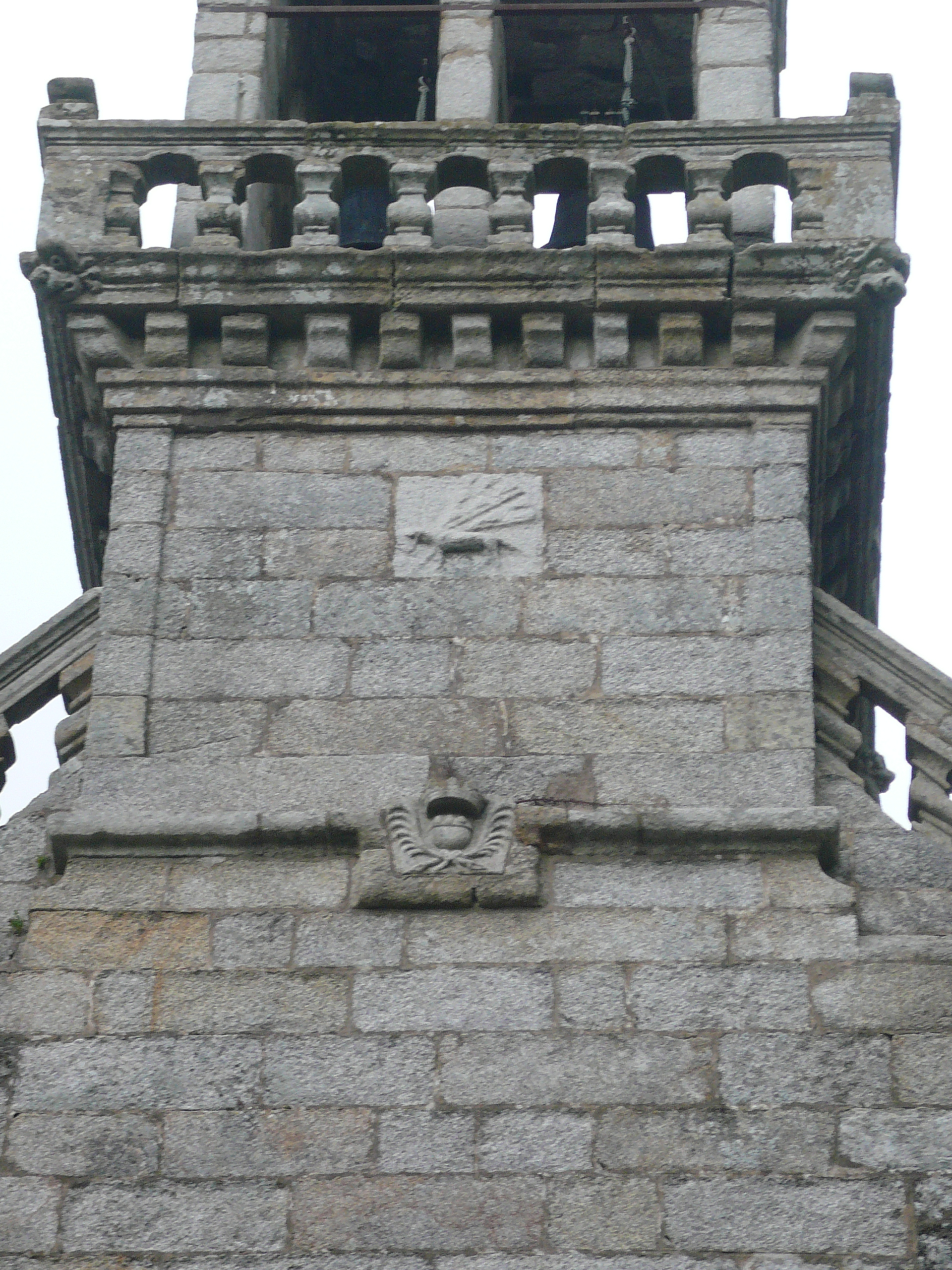
Détail de la base du clocher, avec le symbole ducal
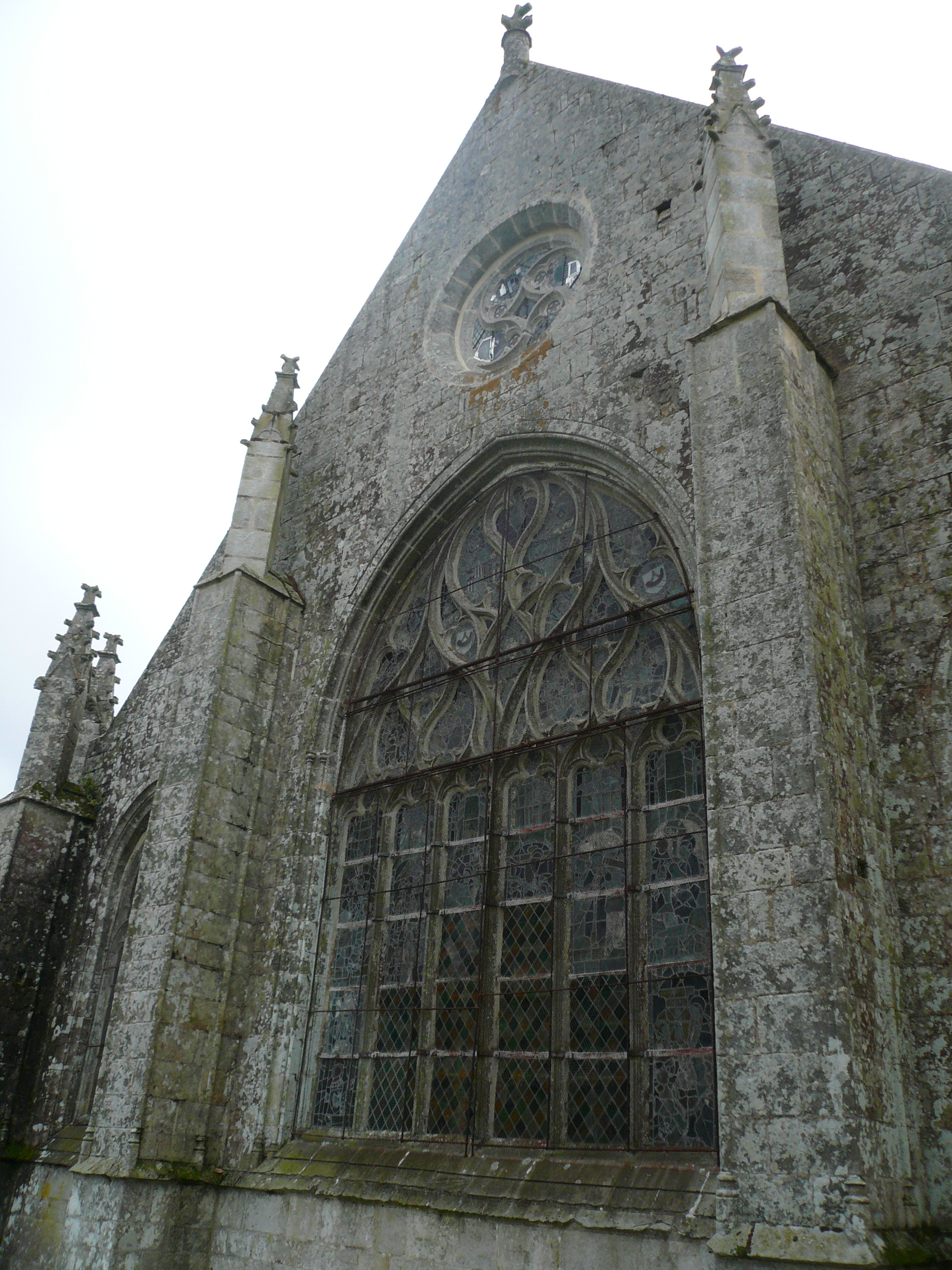
Le chevet et sa verrière principale
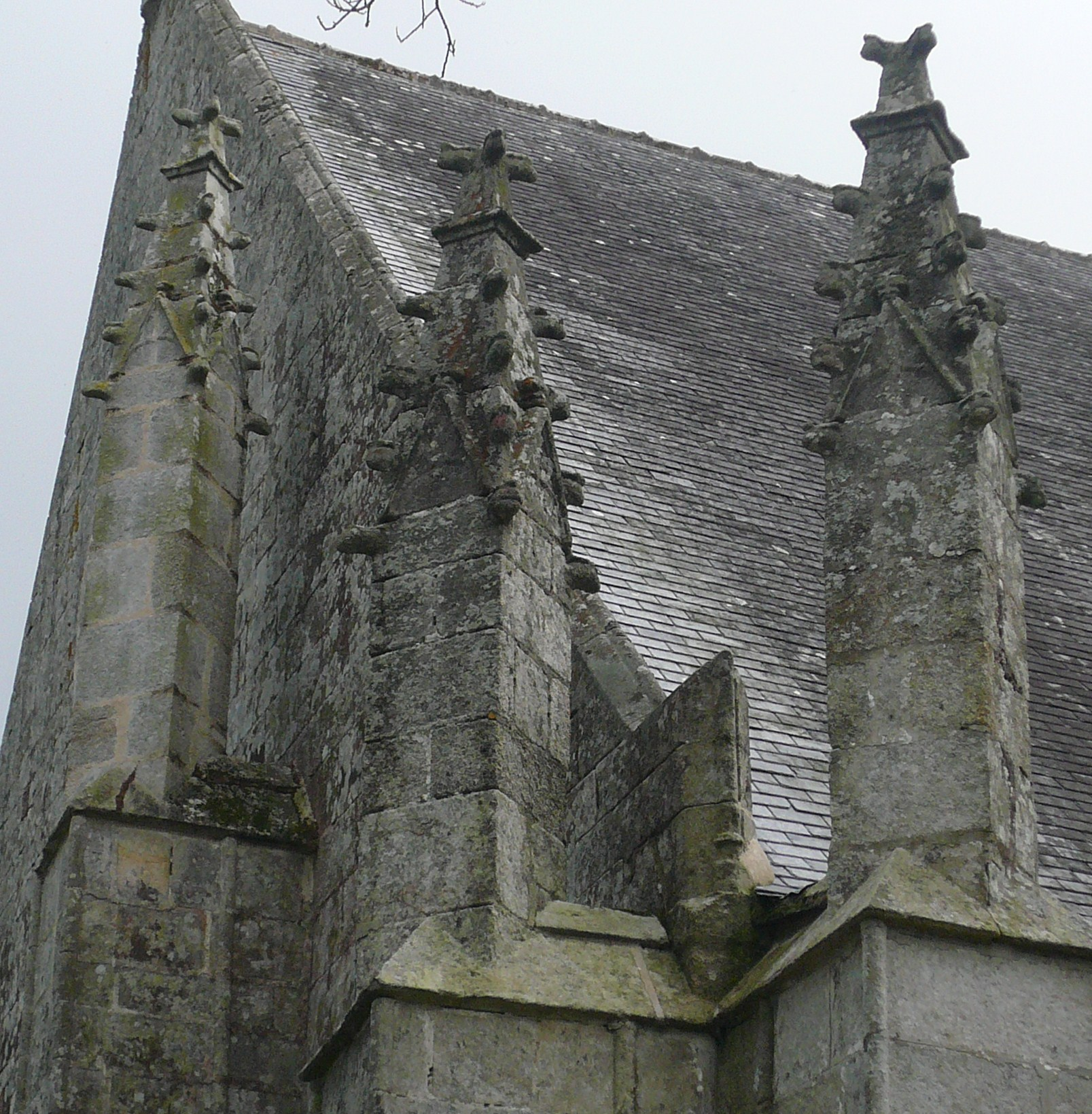
Trois pinacles du chevet

#### Sacristie
La sacristie est accolée à la façade sud de la chapelle, au niveau du chœur. Elle est contemporaine du clocher ; la date de 1705 est gravée sur sa face sud. Elle fut construite pour abriter les réunions de la fabrique et loger un gardien. L'ensemble forme un rectangle en granite, comptant deux niveaux surmontés d'un toit à l'impériale en ardoises. Le rez-de-chaussée est éclairé par trois fenêtres, tandis que l'étage s'ouvre par une fenêtre en lucarne et deux œils-de-bœuf. La modénature est relativement riche, avec la présence d'une lucarne ouvragée et d'une corniche à médaillons soulignant les deux œils-de-bœuf.

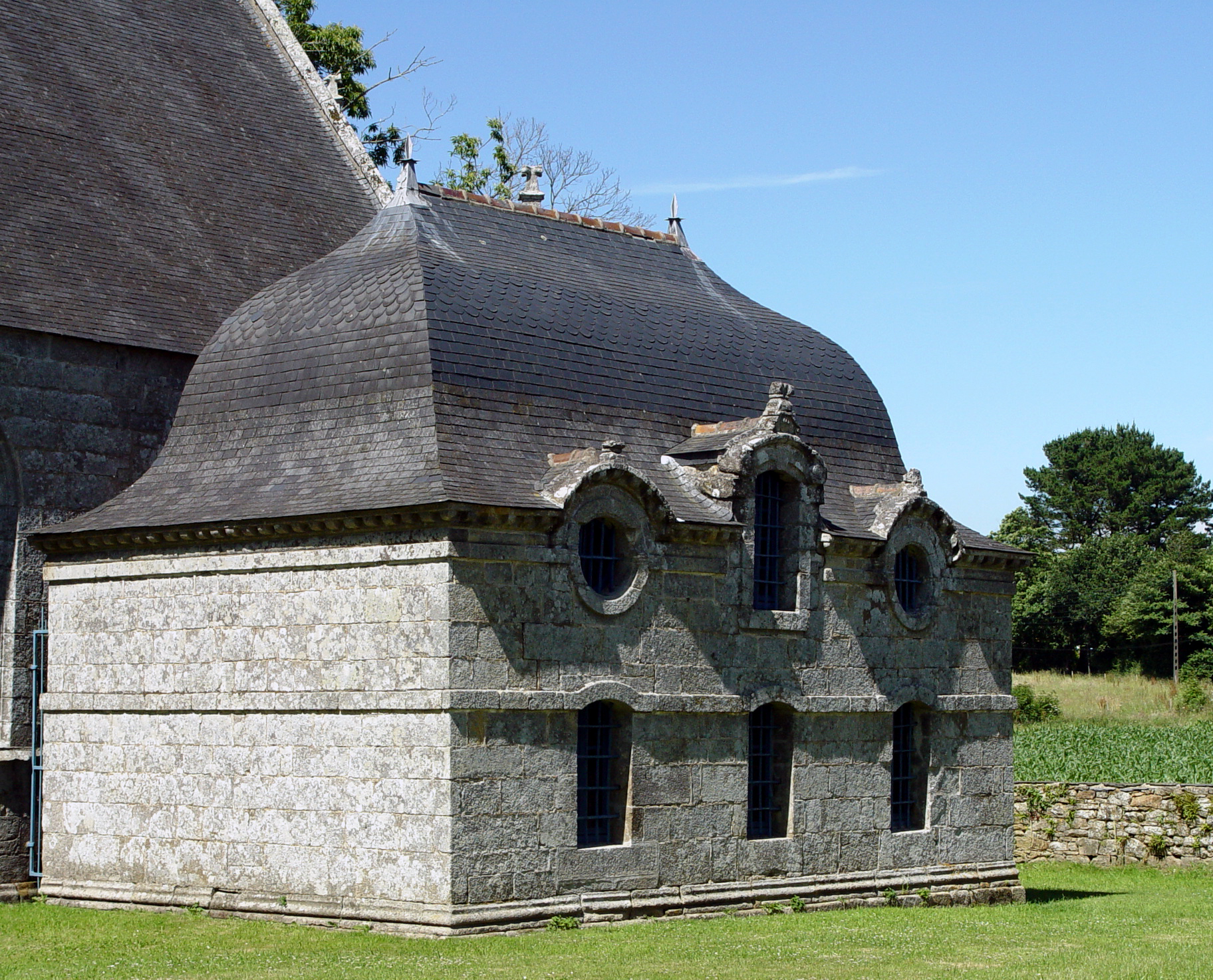
Vue d'ensemble de la sacristie
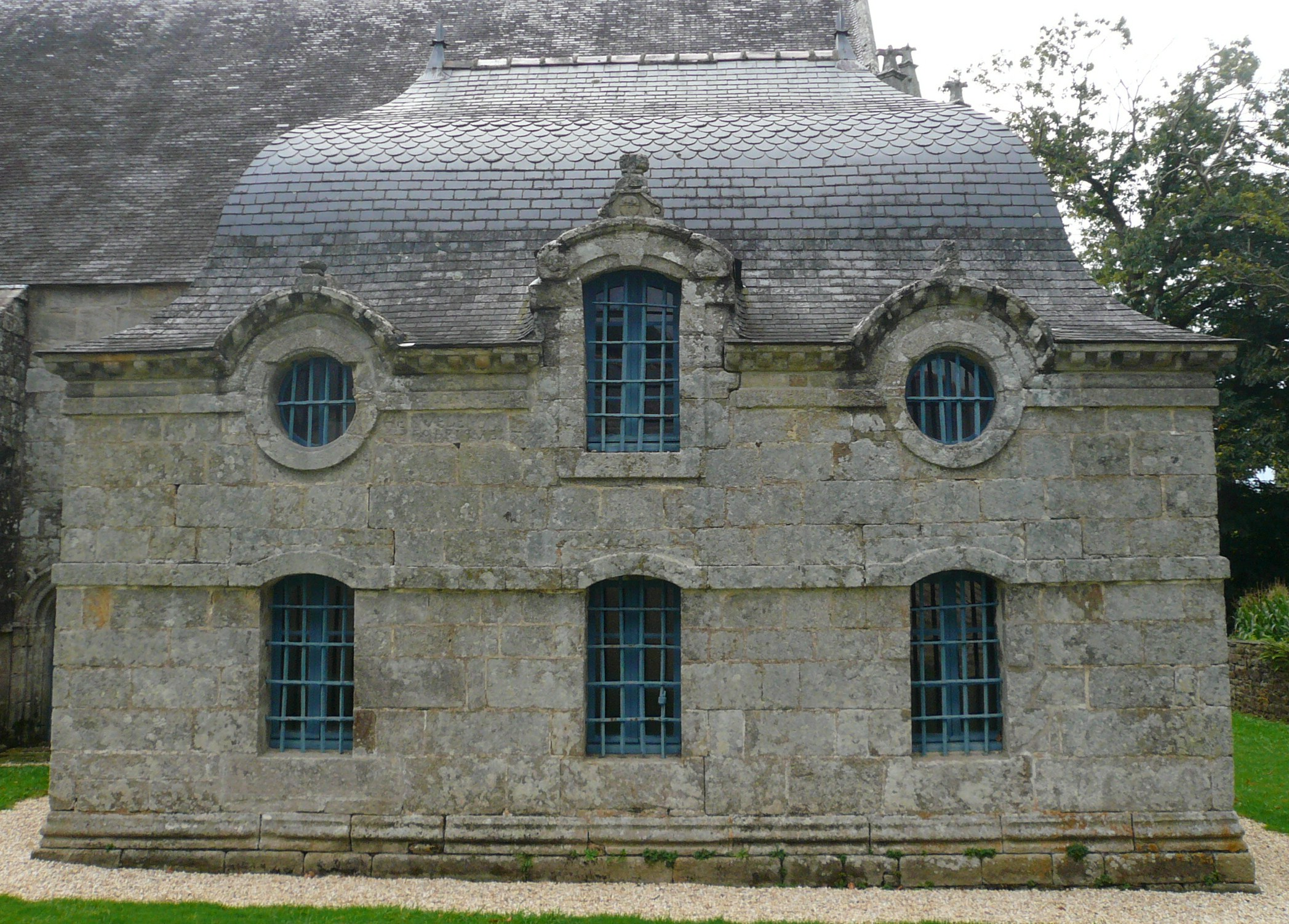
La façade sud

#### Calvaire
Le calvaire construit au XVIe siècle est de style gothique
Le massif en granite est pourvu de douze niches ouvragées, destinées à contenir les statues des apôtres. Ces niches étant vides, on ne sait pas si les statues ont disparu ou si elles n'ont jamais été réalisées. La forme trapue du corps du calvaire laisse à penser qu'il était plus élancé à l'origine.
Le massif supporte les croix de la crucifixion et des deux larrons. Les fûts des colonnes comportent des excroissances symbolisant des bubons, rappelant la vocation antipesteuse de Notre-Dame de Kerdévot. Sur le fût principal, de part et d'autre du Christ sont placés la Vierge et saint Jean ; deux anges recueillent le sang du Christ. Un peu en dessous, Véronique tient le voile de la sainte Face. Au pied de ce fût se trouve le groupe de Notre Dame de la Pitié. Au revers figurent Ève, saint Michel terrassant le dragon et un Ecce homo.

Le calvaire de Kerdévot
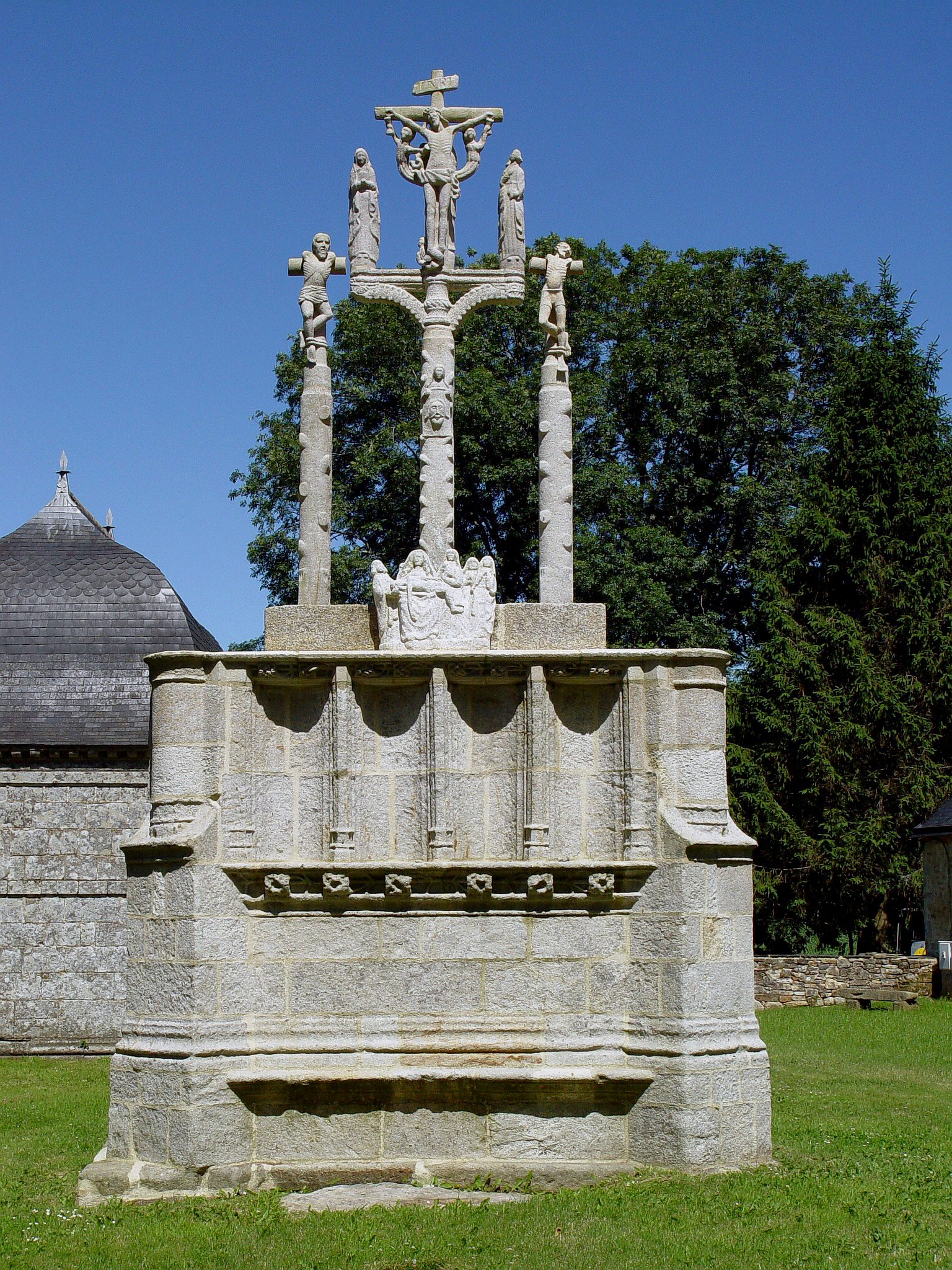
Vue d'ensemble du calvaire
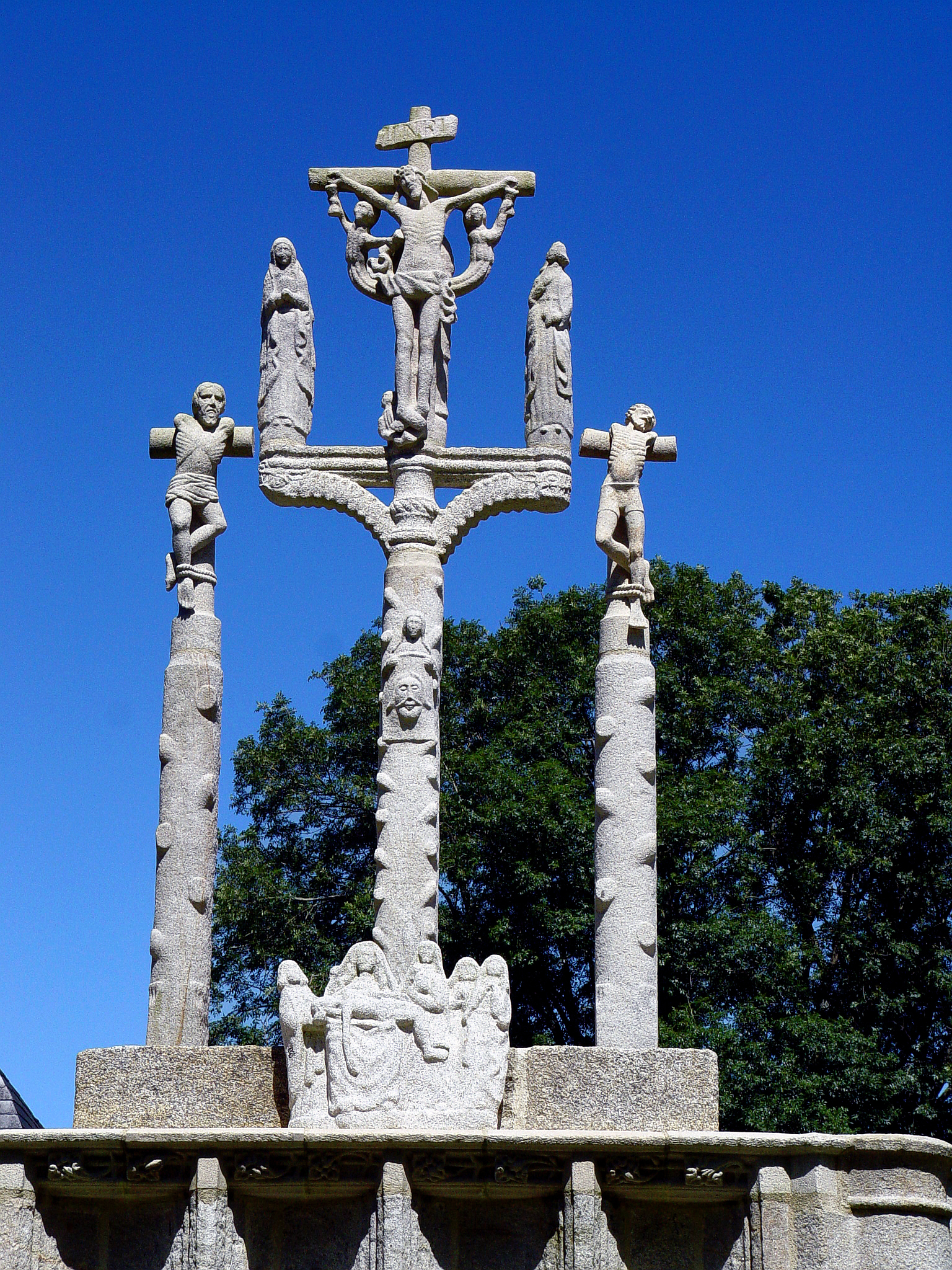
Les trois croix
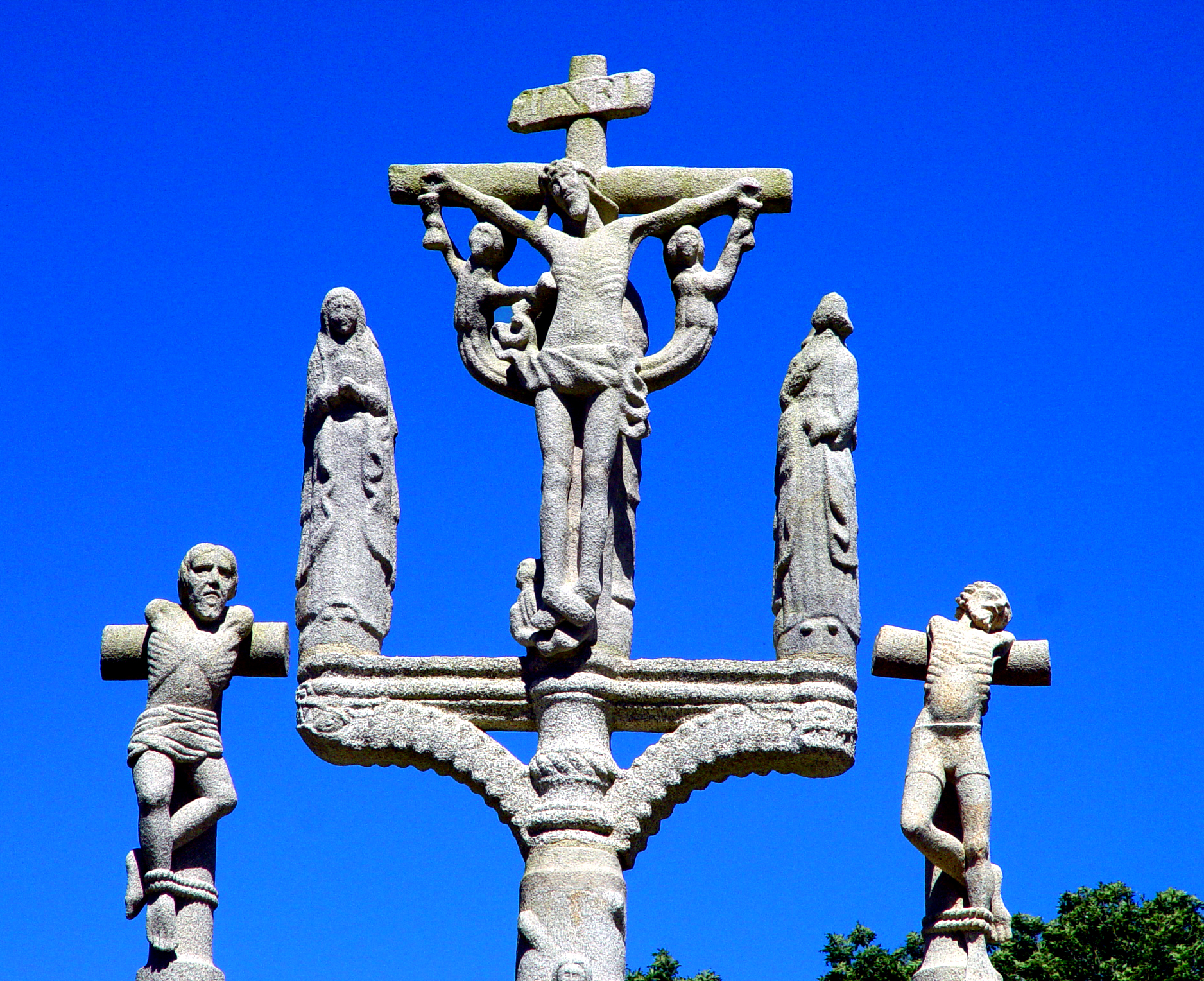
Détail de la croix de la crucifixion et des deux larrons
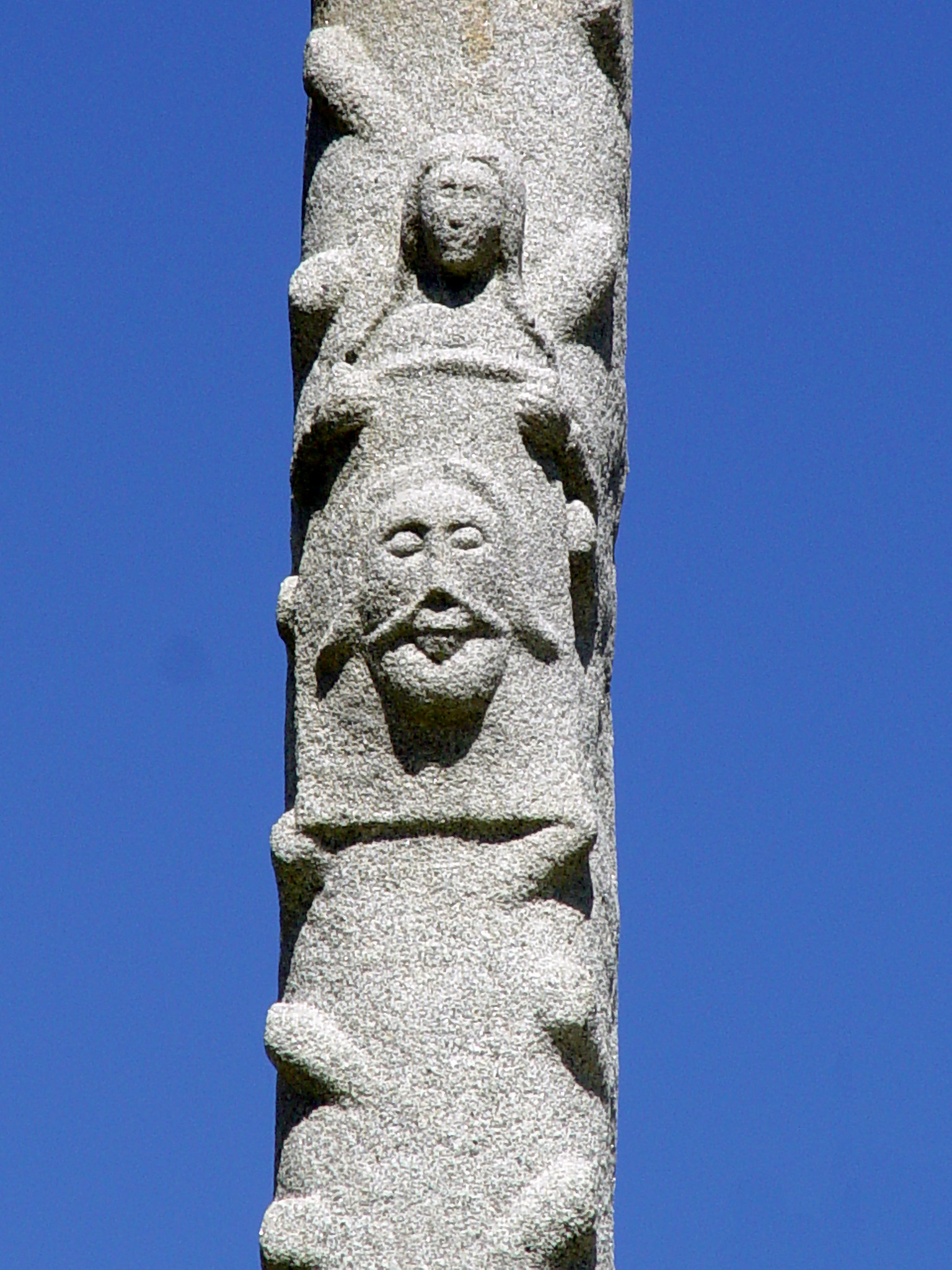
Détail de la croix de la crucifixion : sainte Véronique tenant la sainte Face

### La fontaine

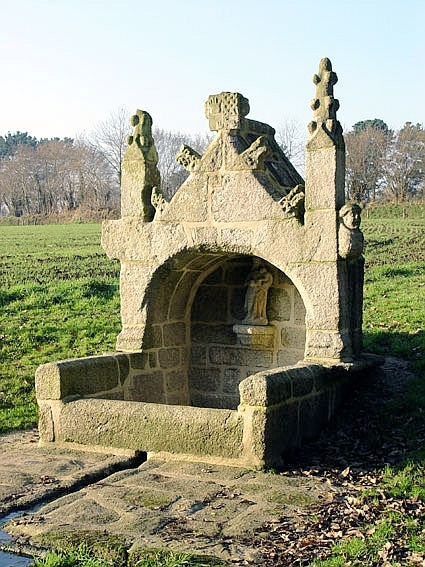
La fontaine de Kerdévot

La fontaine de Kerdévot est située à environ 300 mètres à l'Est de la chapelle. Elle se présente sous la forme d'un édicule de style gothique comprenant une niche abritant la source et un toit à deux pans surmonté de deux pinacles et d'un blason. La niche abrite également une statue de la Vierge portant l'Enfant-Jésus.
La fontaine n'est pas datée avec certitude. Toutefois, les armoiries présentes orientent vers le XVIe siècle. En effet, le blason peut se lire : « Parti, au premier d'azur aux trois mains dextres appaumées d'argent qui est Guengat, au second coupé en premier d'argent fretté d'azur qui serait Guicaznou, et en second d’azur au lévrier passant d'argent qui est Tromelin ».
On sait que les familles Guengat et Tromelin se sont alliées en 1536, avec le mariage de Jacques de Tromelin et de Marie de Guengat. Cette dernière lui apporte à cette occasion le fief voisin de Botbodern, en Elliant. Les armoiries de Guengat et de Tromelin sont par ailleurs visibles à plusieurs endroits de la chapelle.
L'eau de la fontaine était réputée guérir la fièvre et le catarrhe. La fontaine faisait également l'objet de dévotions à la Sainte-Vierge. Par exemple, l'abbé Antoine Favé rapporte en 1894 que les jeunes mères n'arrivant pas à allaiter leur enfant viennent nettoyer la fontaine pour recevoir les faveurs de la Vierge.

### Intérieurs de la chapelle

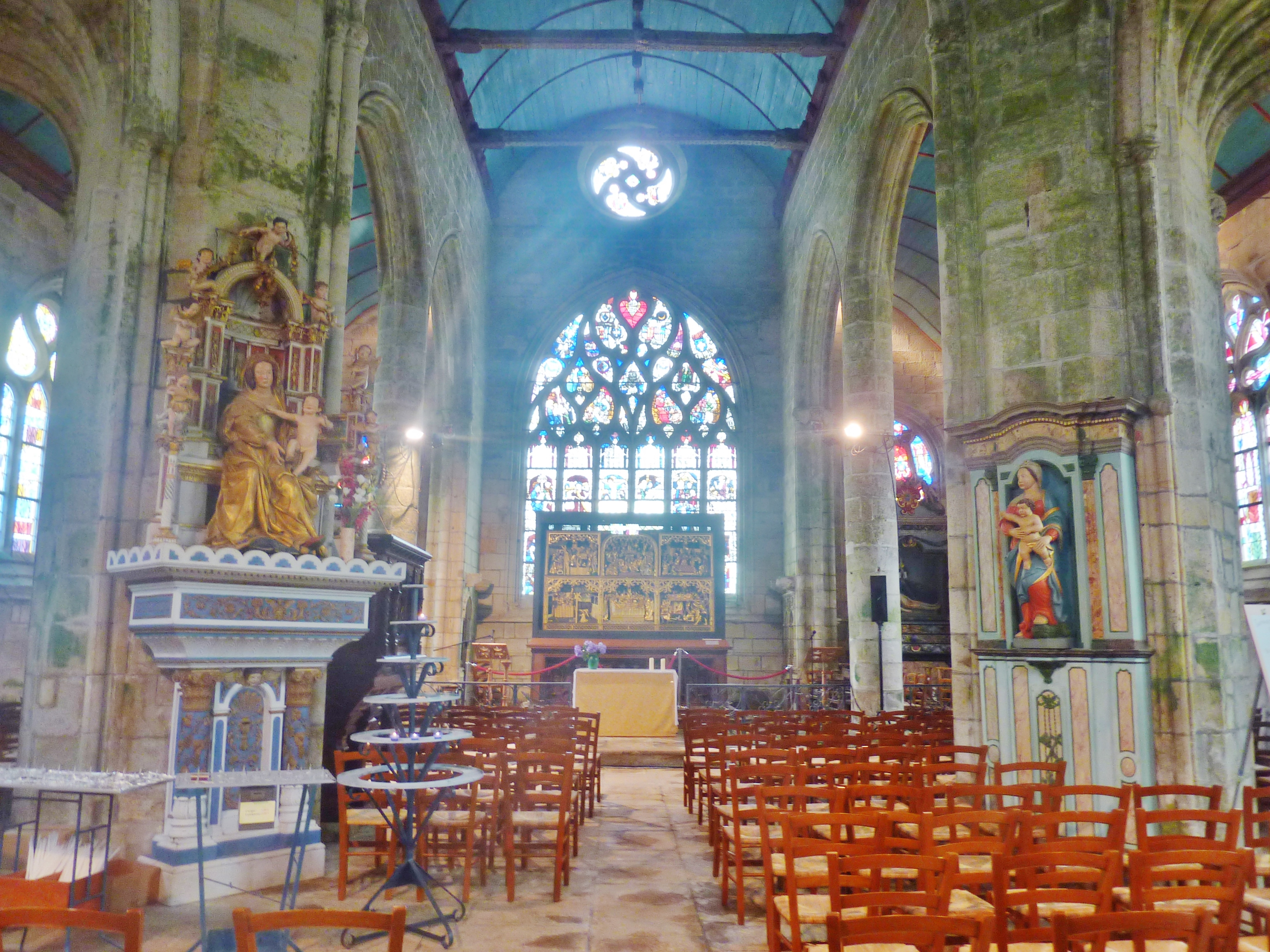
Vue intérieure d'ensemble

L'intérieur de la chapelle est organisé en trois nefs de quatre travées - une nef principale et deux bas-côtés - séparées par des colonnes rondes. Il n'y a pas de transept.

#### Le chœur
Le chœur a été construit en premier, dans les années 1470-1490, ce qui correspond également au chantier de reconstruction de la cathédrale de Quimper. Le style du chœur de Kerdévot, proche de celui de la cathédrale, s'en ressent, notamment avec la pénétration directe des arcs dans les colonnes, sans véritables chapiteaux intermédiaires, ce qui produit une impression de hauteur et d'élan. Il est possible que des maîtres d’œuvre de la cathédrale aient travaillé à Kerdévot.

##### Retable de la vie de la Vierge
Le retable flamand (originaire d'Anvers ou Malines) de la chapelle Notre-Dame-de-Kerdévot, long de 3,10 mètres et haut de 1,70 mètre, en bois, est composé de 6 scènes sculptées en ronde-bosse dorée, argentée, et polychrome. Il était probablement initialement en forme de "T" renversé, les deux scènes latérales supérieures ayant été rajoutées au XVIIe siècle. Il a été classé Monument historique le 14 juillet 1898 pour sa partie ancienne et le 23 juillet 1931 pour sa partie plus récente. Onze statues du retable furent volées le 6 novembre 1973, mais certaines ont été retrouvées en 1974.
Après plusieurs années de restauration, le retable flamand est remis en place dans le chœur de la chapelle le 3 avril 2013, protégé par un coffre vitré sous alarme. À cette occasion, la chapelle est également dotée d'une alarme anti-intrusion.

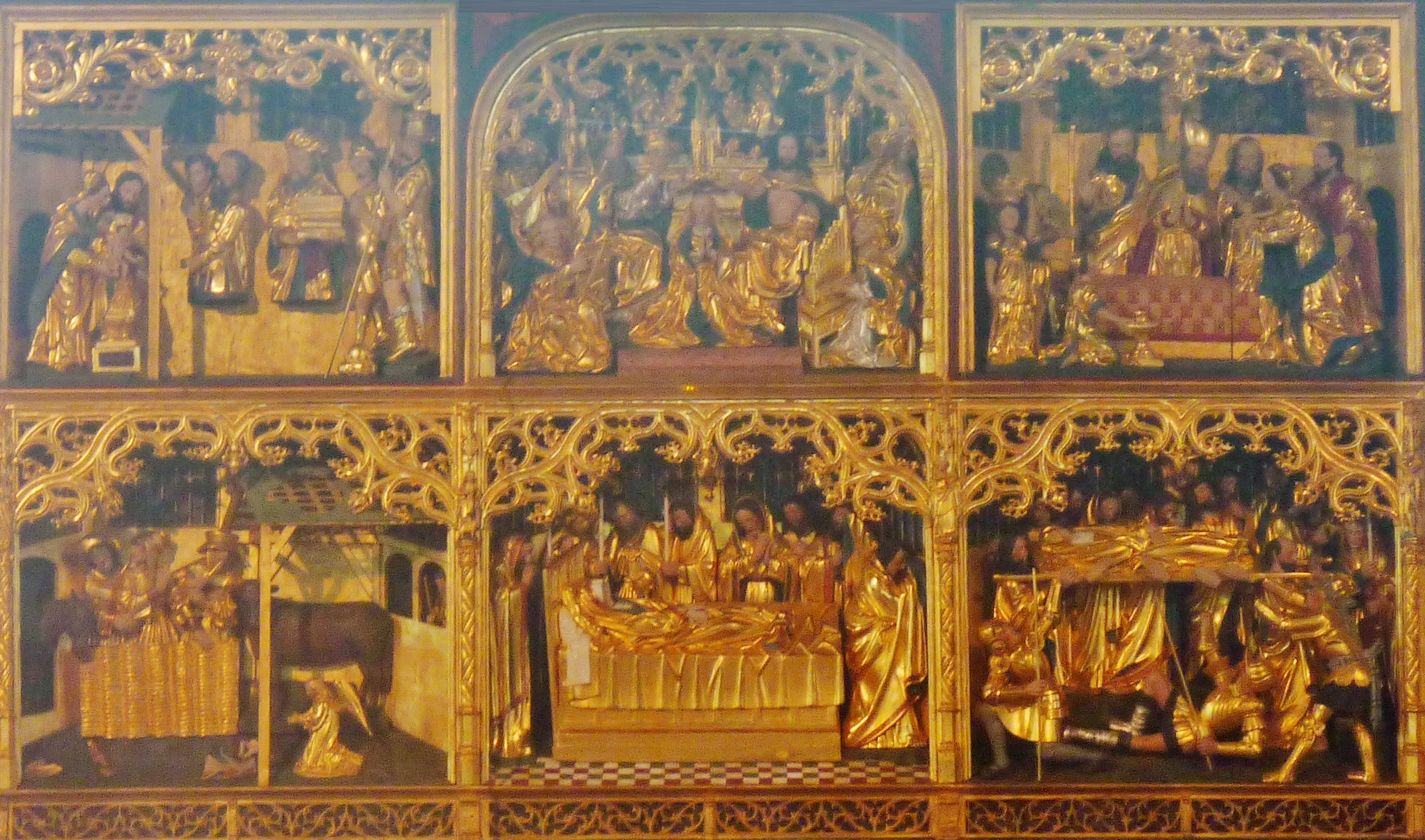
Le retable flamand
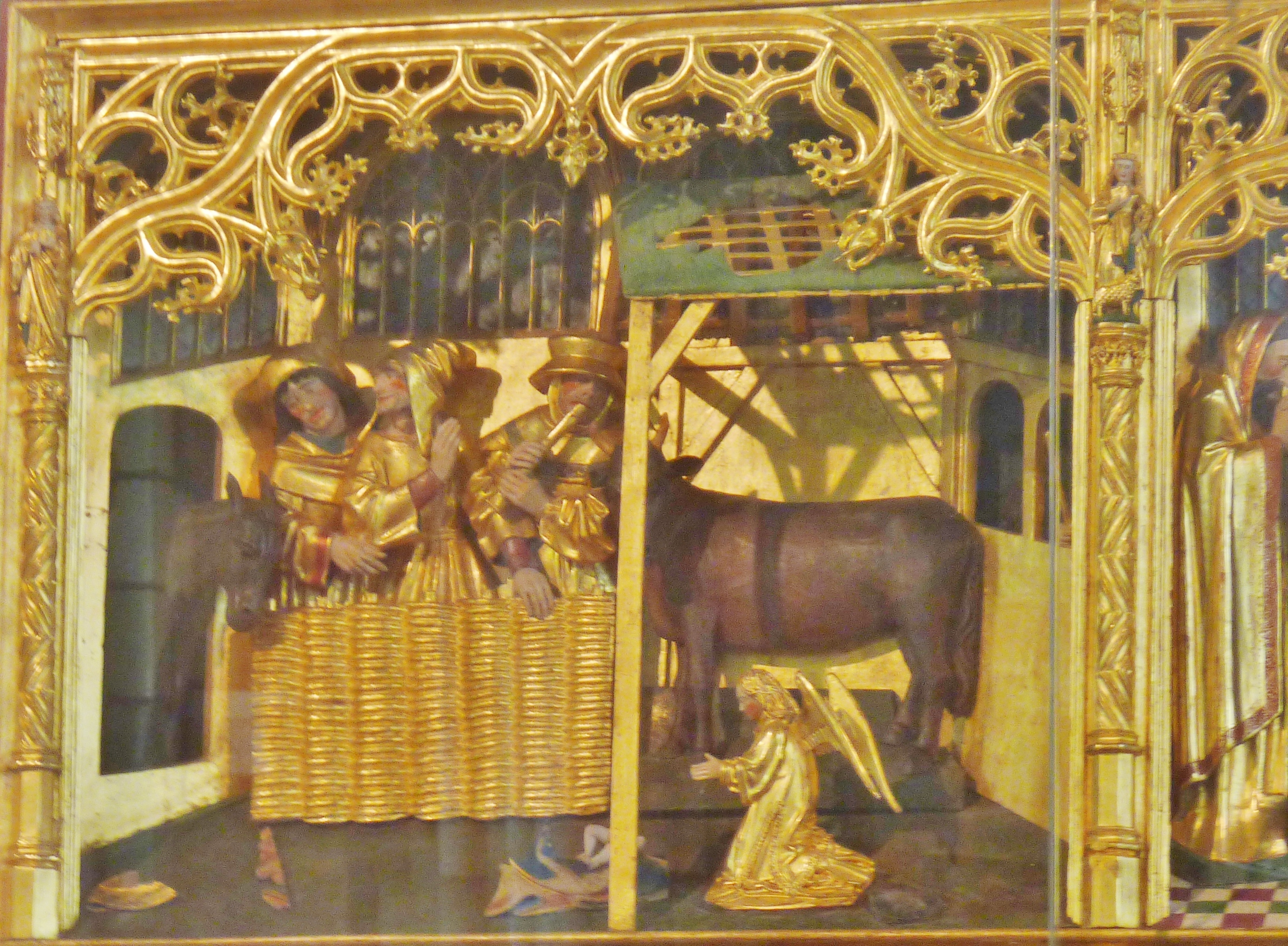
Le panneau de l'Adoration des mages
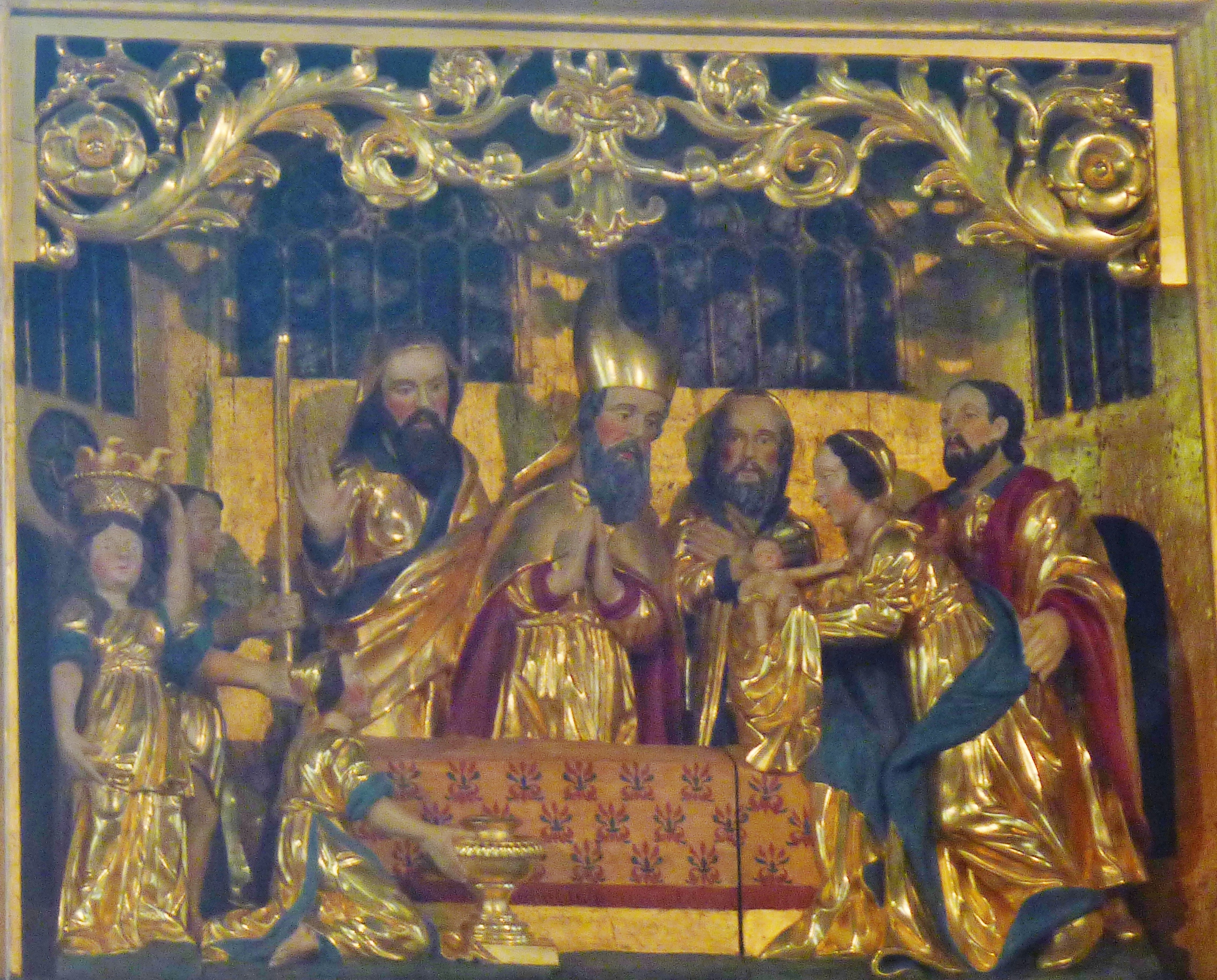
Le panneau de la Présentation au temple
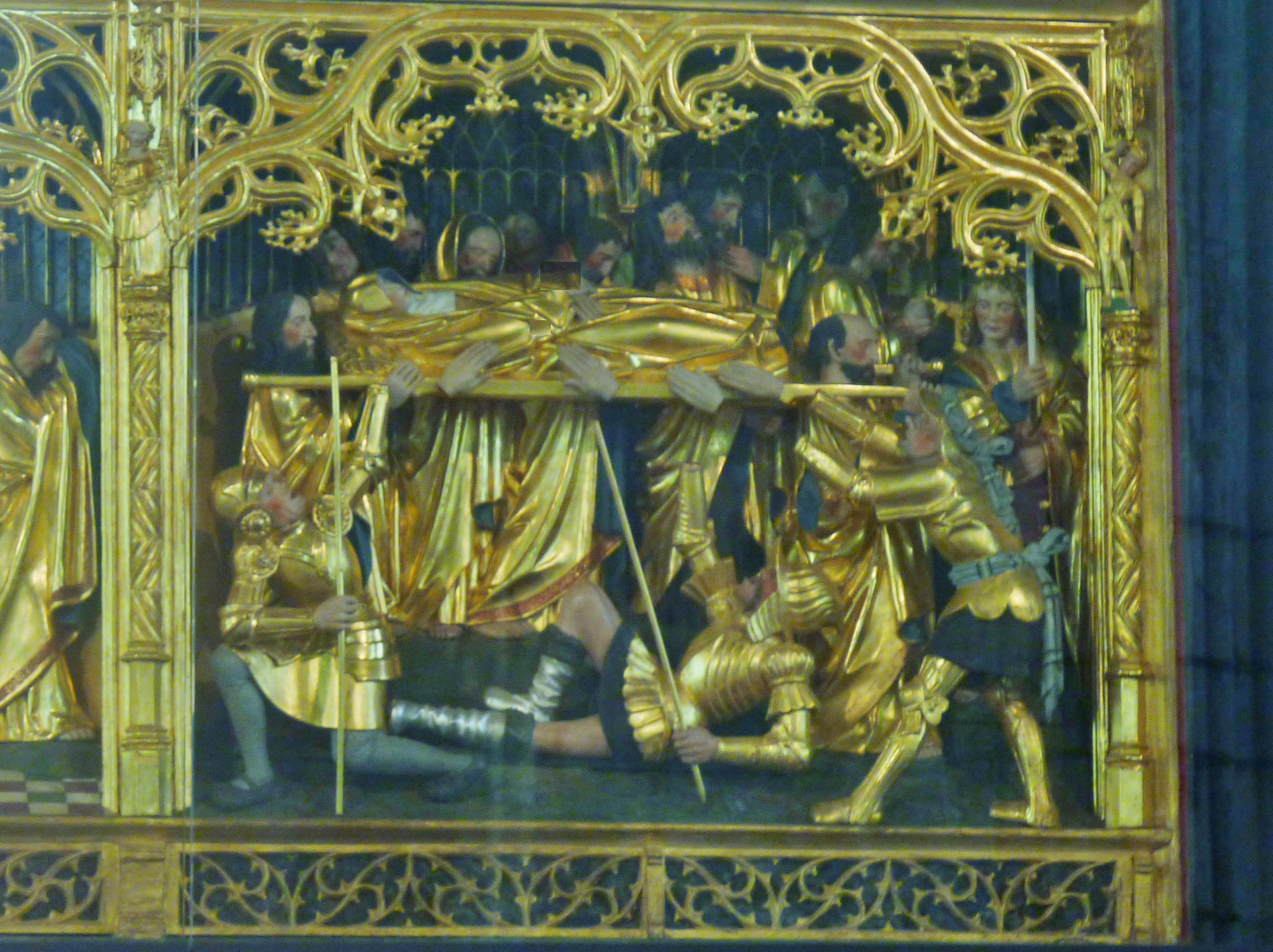
Le panneau des Funérailles de la Vierge
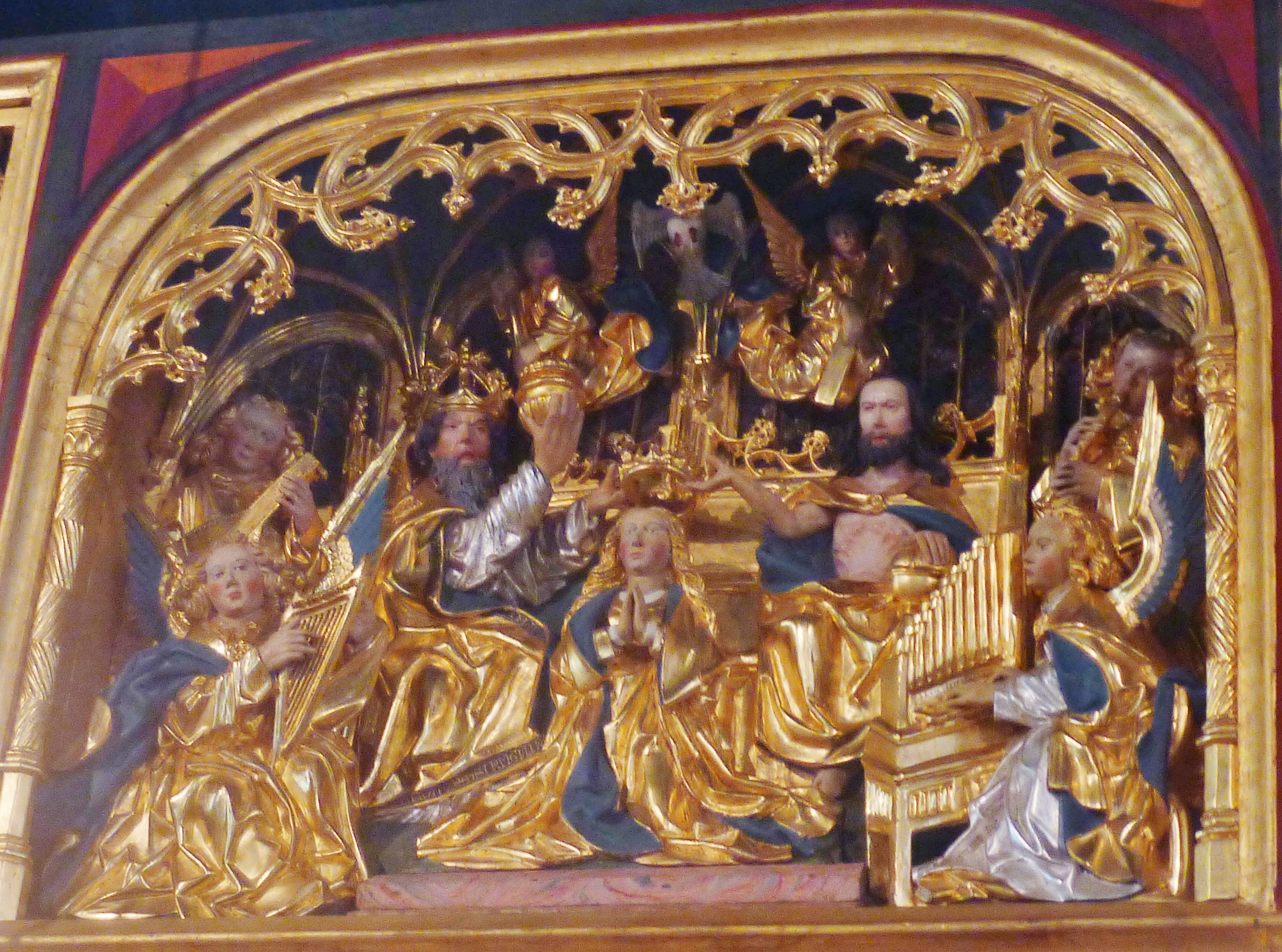
Le panneau du Couronnement de la Vierge

#### La nef et les bas-côtés
La nef principale était à l'origine barrée d'un jubé entre la seconde et la troisième travée. On peut encore en observer les traces sur les gros piliers soutenant la chaire.
Le plafond est constitué d'une voûte lambrissée en bois dont les poutres sablières sont sculptées.

##### Retable du baptême du Christ

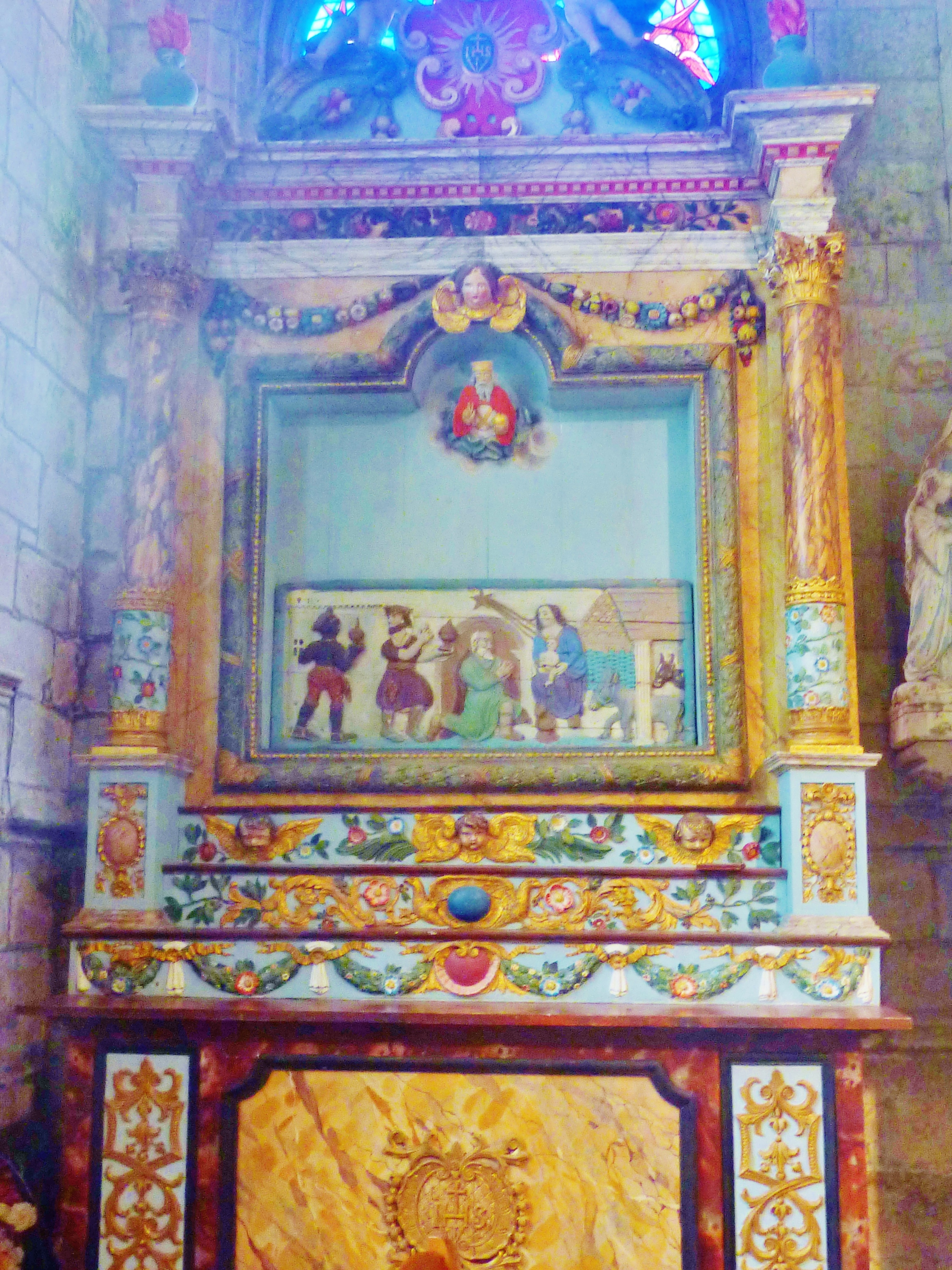
Le retable du baptême du Christ

##### Retable de la Vierge de pitié

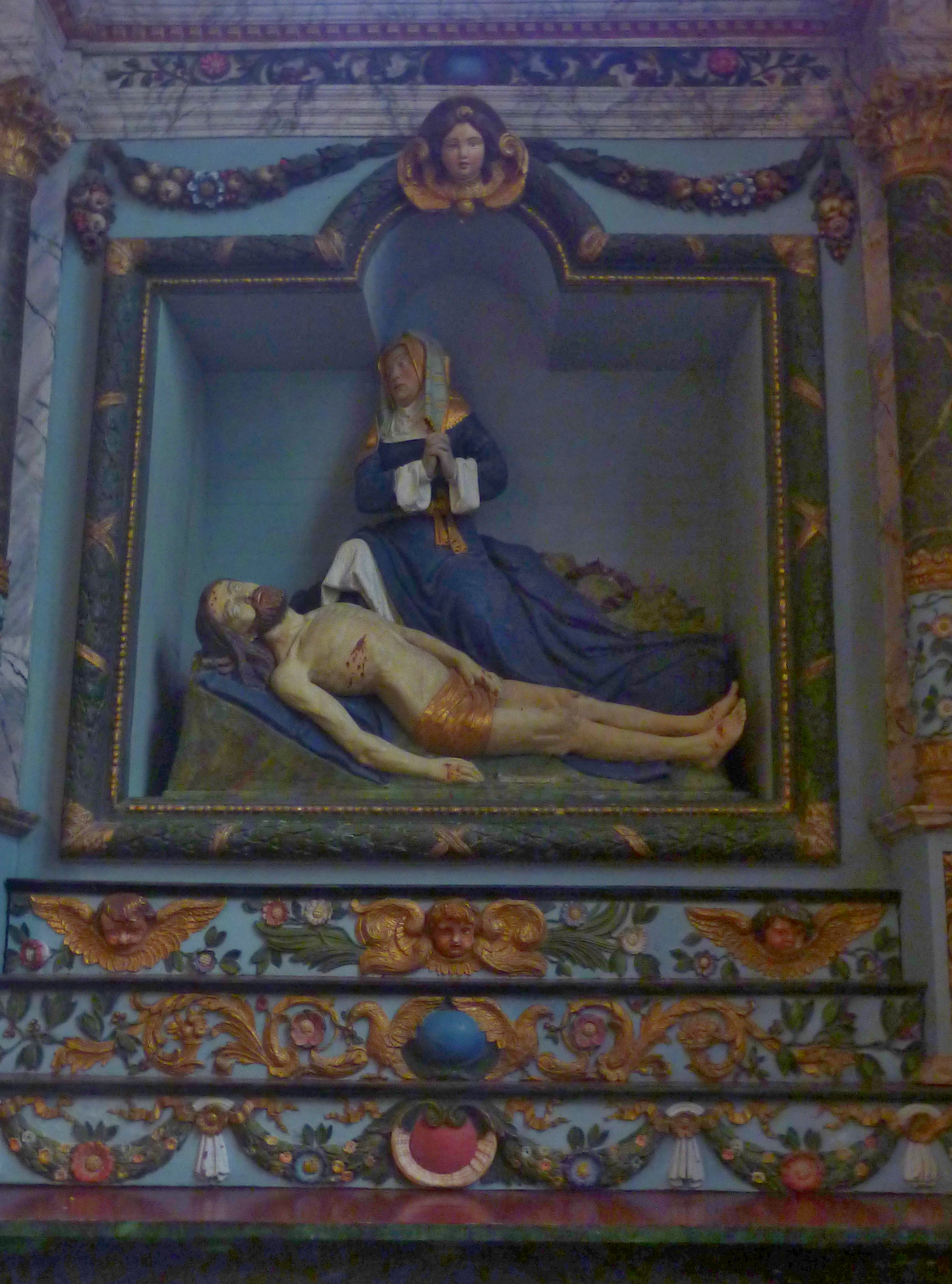
Retable de la Vierge de pitié (pietà)

##### Statue de Notre-Dame-de-Kerdévot
Adossée à un pilier séparant la nef et le chœur, face à la porte d'entrée usuelle de la chapelle, la statue de Notre-Dame-de-Kerdévot date du XVe siècle. Elle est soutenue par un socle réalisé en 1948. C'est une maestà : la Vierge, vêtue d'une robe dorée, est assise sur un trône d'une grande richesse architecturale, et entourée de sept angelots, présente l'Enfant Jésus nu.
Le style de la statue, dont les mouvements ne sont pas stéréotypés, ainsi que les éléments de décor comme les coquilles Saint-Jacques rattachent cette œuvre à la Renaissance italienne. Son origine est cependant inconnue.

Notre-Dame-de-Kerdévot
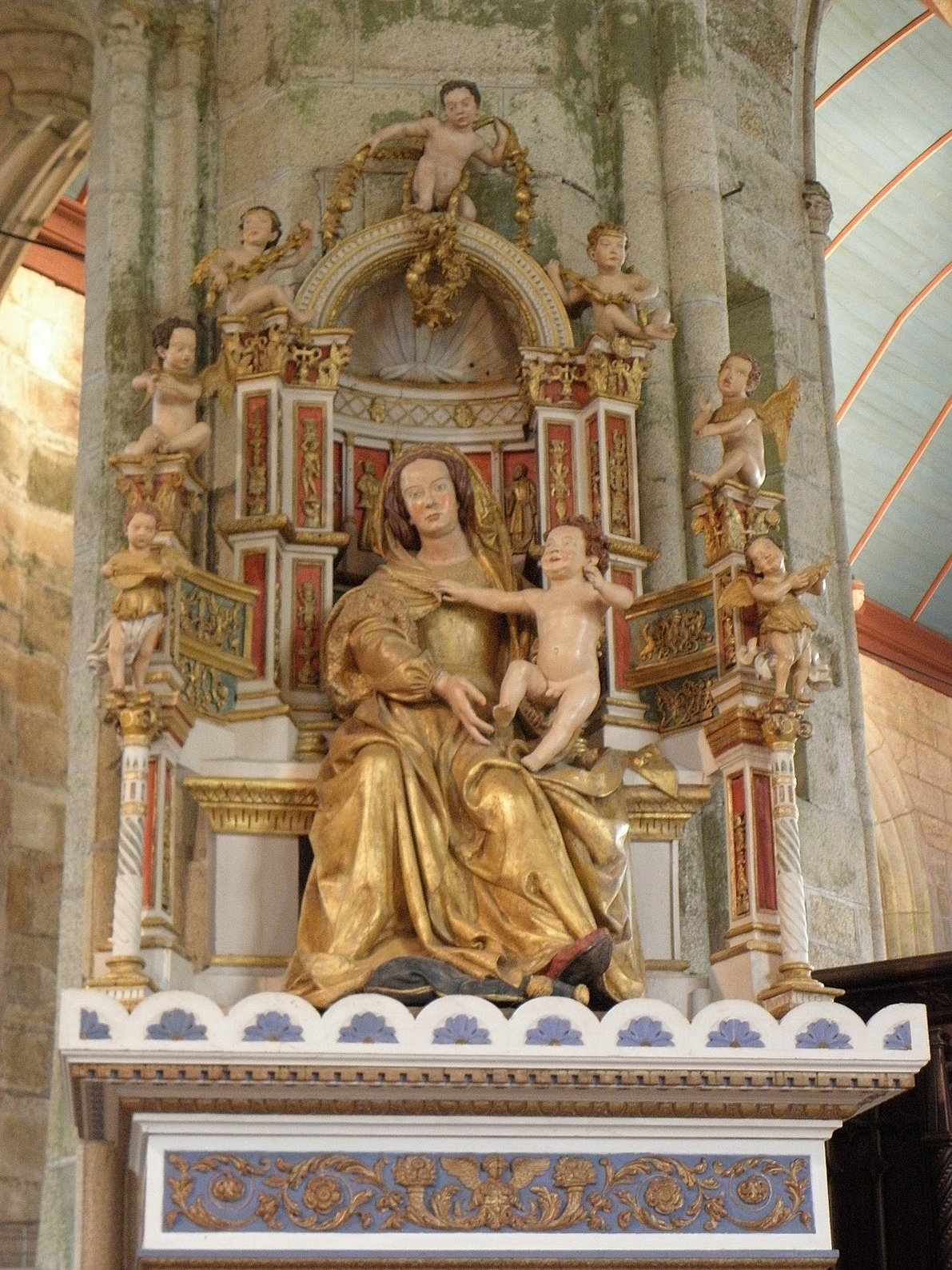
Vue d'ensemble
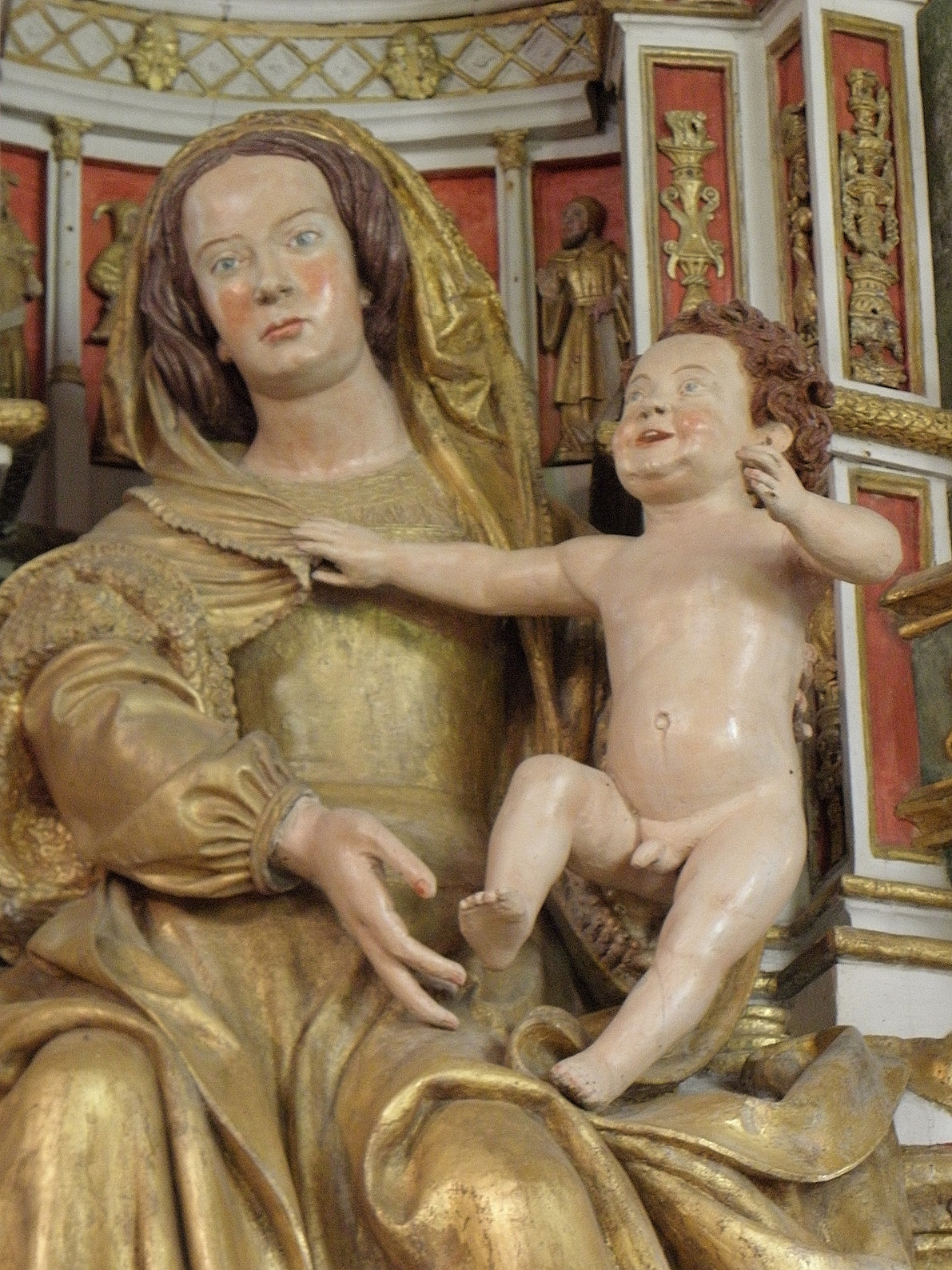
La Vierge portant Jésus
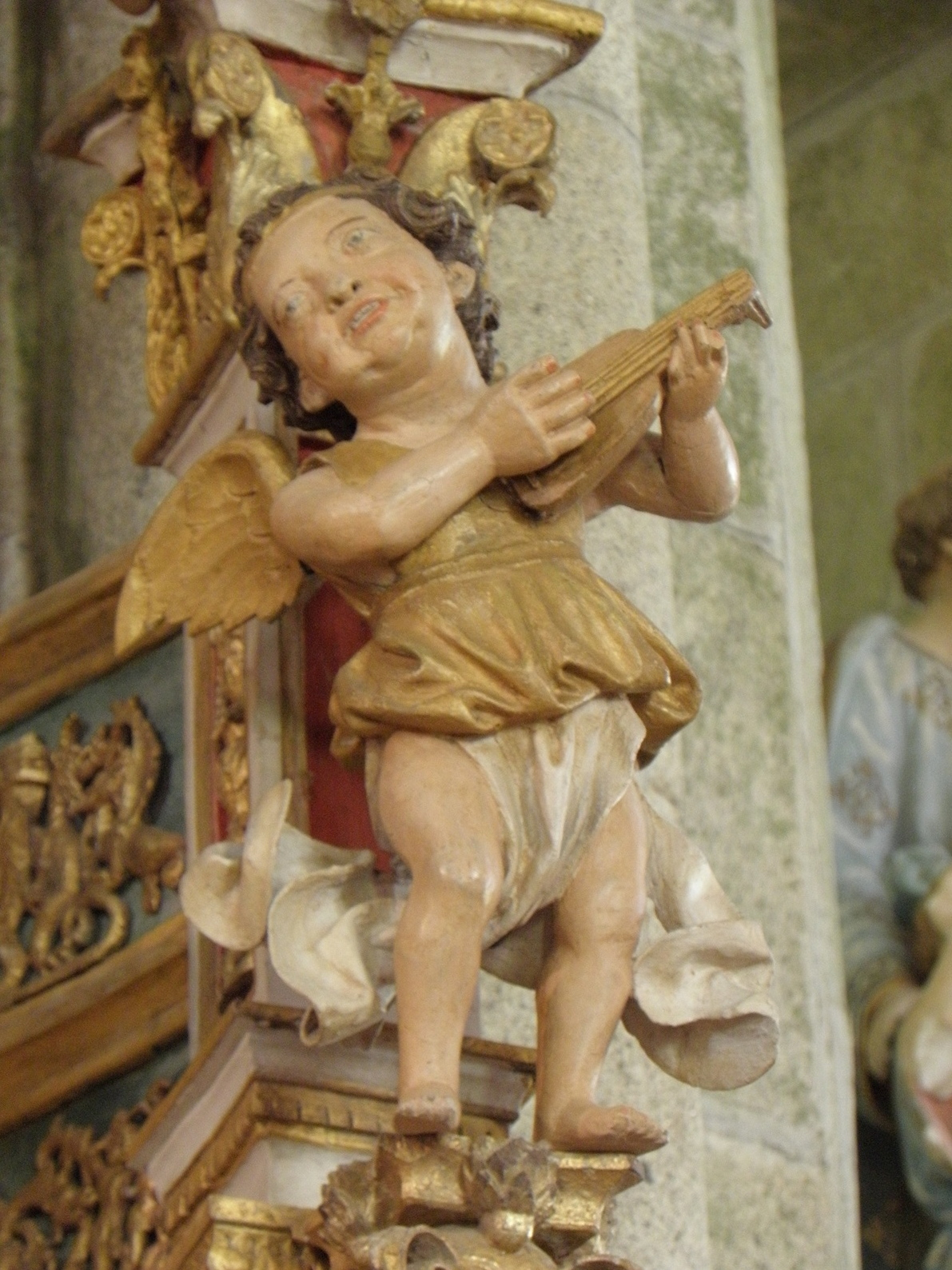
Détail d'un angelot

#### Vitraux

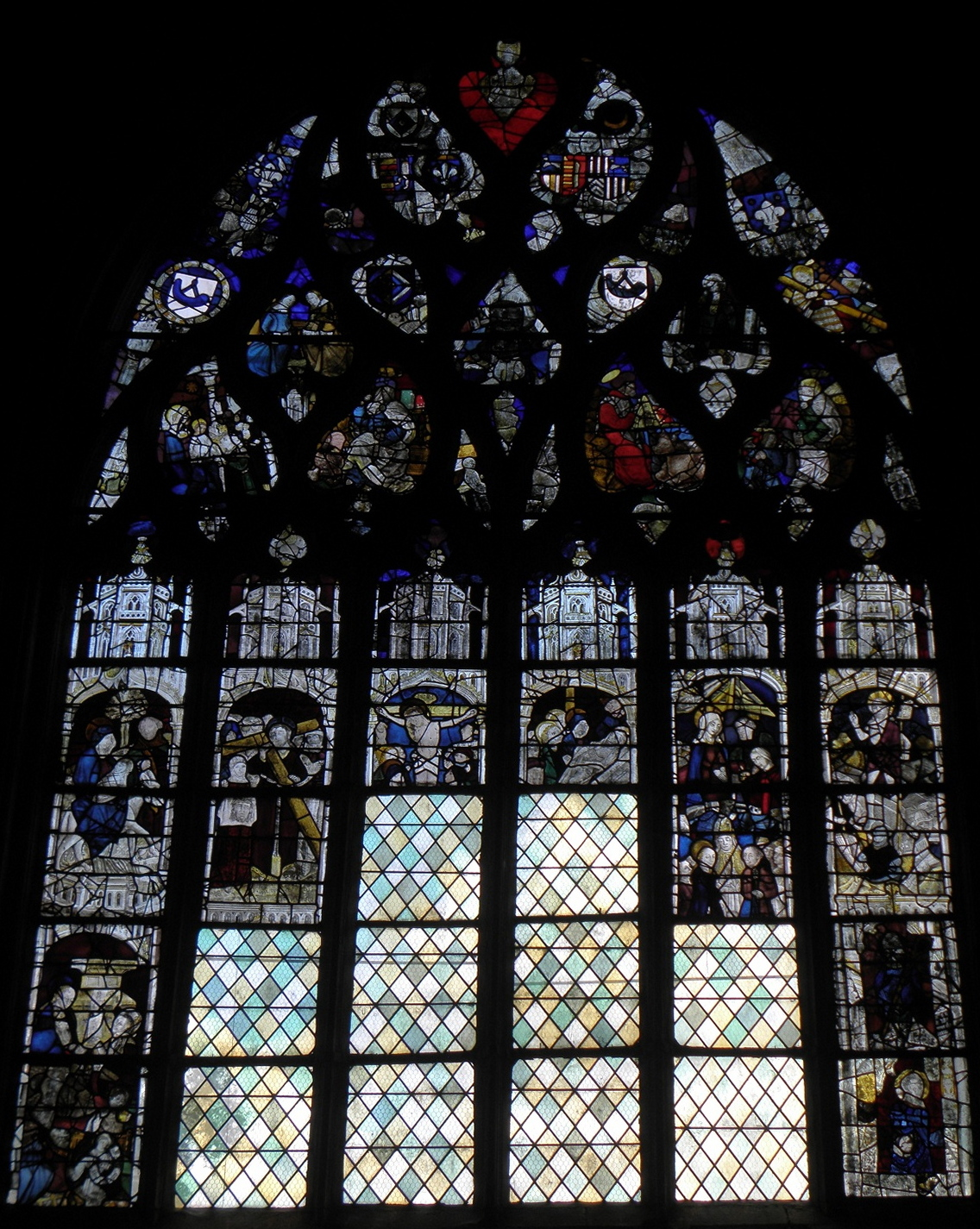
La maîtresse-vitre

À l'exception de la maîtresse-vitre éclairant le chœur et comportant des éléments du XVe siècle et des baies du chevet, la chapelle est dotée de vitraux modernes réalisés à la fin du XXe siècle.

##### La maîtresse-vitre
La vitre principale est située au centre du chevet plat, derrière le maître-autel et le retable flamand. Malgré son unité d'ensemble, elle est constituée d'éléments divers provenant probablement d'anciens vitraux disparus de la chapelle. Elle porte la date de 1489, ce qui la rend contemporaine de la reconstruction de la chapelle.
Elle porte de nombreux blasons, témoins des dons de la noblesse d'Elliant et d'Ergué-Gabéric. Deux cycles y figurent également : la vie de la Vierge et la passion du Christ.

##### Les vitraux d'Hung Rannou
Les neuf vitraux de la nef et des bas-côtés ont été créés en 1994 et 1995 par le peintre quimpérois Hung Rannou et réalisés par Jean-Pierre Le Bihan entre 1994 et 1995. Ils reprennent les thèmes mariaux tels que l'enfantement, les thèmes christiques comme la Passion et l'Ascension et s'inspirent de l'environnement boisé et vallonné de la chapelle.

## Culte, cérémonies et manifestations
Du fait de sa grande renommée, la chapelle de Kerdévot faisait tout au long de l'année l'objet de nombreuses cérémonies religieuses en dévotion à la Vierge, généralement accompagnées de manifestations profanes. Ces pratiques sont progressivement tombées en désuétude au cours du XXe siècle, à l'exception du grand pardon de septembre qui réunit encore chaque année plusieurs milliers de personnes.

### Pèlerinage du silence
Appelé pardon mud en breton, le pèlerinage du silence était le premier de l'année, le Jeudi saint. Ce jour-là en effet, les paroissiens d'Ergué-Gabéric et des communes avoisinantes se rendaient par petits groupes à la chapelle de Kerdévot. Le chemin était consacré à la méditation et se parcourait en respectant le silence,.
Arrivés à la chapelle, les pèlerins en faisaient trois fois le tour, puis y rentraient faire leurs dévotions à la Vierge. Le retour chez soi se déroulait de la même manière qu'à l'aller.
Disparu dans les années 1950, ce pèlerinage est relancé en 2009 par l'association des amis de la chapelle de Kerdévot. En 2012, 85 personnes y ont participé.

### Pardon des chevaux
À l'époque où la traction animale constituait le principal moyen de transport et de travail agricole, les chevaux étaient souvent bénis. Ainsi, chaque 25 juin avait lieu à Kerdévot le « pardon des chevaux », sous l'invocation de saint Théleau. La date du pardon, jour de la Saint-Éloi, semble s'expliquer par l'assimilation par homophonie de saint Théleau à saint Éloi. Ce dernier est en effet le patron des maréchaux et des chevaux.
La cérémonie débutait le matin par l'arrivée de centaines de chevaux, juments et poulains. La procession prenait la forme d'un carrousel. Les animaux et leurs maîtres rentraient dans l'enclos, faisaient le tour du calvaire et ressortaient. S'ensuivait la bénédiction des chevaux par le prêtre et une messe en l'honneur de saint Éloi.
Le pardon, tombé en désuétude après la mécanisation de l'agriculture au milieu du XXe siècle, a aujourd'hui disparu.

### Grand pardon

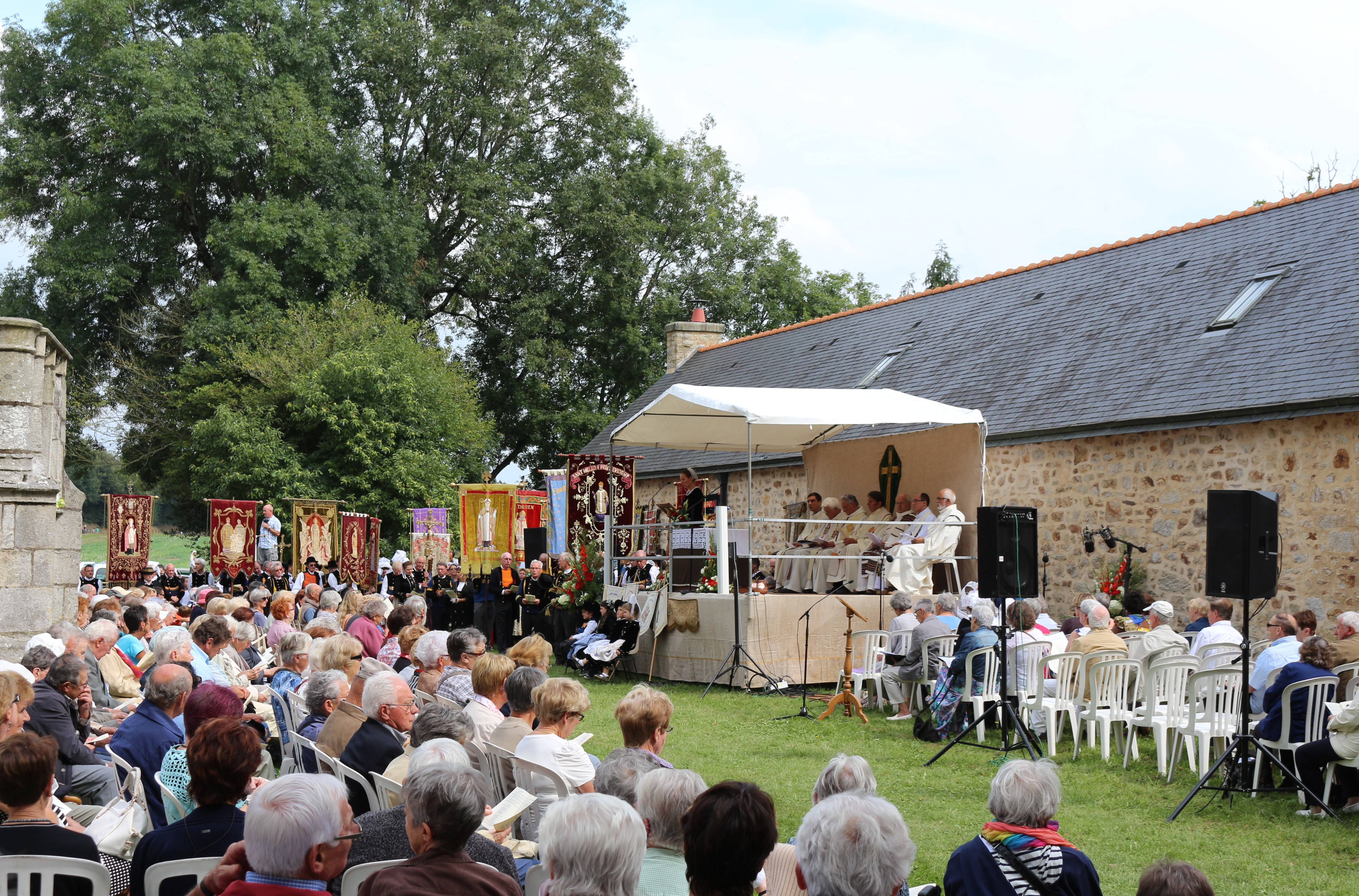
Prière collective précédant la procession du dimanche après-midi.

Tous les ans, la chapelle fait l'objet d'un pèlerinage le second dimanche de septembre, lors duquel un important pardon est organisé.
Consacré à la dévotion à la Vierge, c'est le principal évènement se tenant à Kerdévot. Sa renommée est connue depuis le XVIIe siècle. Il rayonne encore aujourd'hui sur toute la région de Quimper, et notamment les communes des pays glazik, fouesnantais et bigouden, au point que chaque année, plusieurs milliers de personnes se pressent encore dans l'enclos.
Alors que le pardon est tenu le dimanche, Kerdévot voyait autrefois les préparatifs commencer dès le jeudi précédent, avec l'arrivée des commerçants, des cabaretiers  et des saltimbanques.
Le dimanche voyait se succéder les messes toutes les heures, le matin de 5 à 11 heures, et les confessions des pèlerins. Certains dévots, soit en pénitence, soit pour exaucer un vœu fait à la Vierge, faisaient le tour de la chapelle à genoux en récitant le chapelet ou se rendaient à la fontaine afin de s'y tremper, ou simplement d'y jeter des pièces. Avant la grand'messe de 11h et après celle des vêpres, une procession à travers la paroisse était organisée. Le cortège défilait derrière le reliquaire, les croix et les bannières de la chapelle, et chantait le cantique de Kerdévot.
Les pèlerins, venant généralement à pieds ou en char-à-bancs, restaient la journée à Kerdévot. À côté des cérémonies religieuses se tenait ainsi une fête profane, offrant divertissements, restauration et produits à acheter. Cet aspect festif était à ce point développé à la fin du XIXe siècle que Kerdévot était surnommé « Kerfricot », c'est-à-dire le « village du banquet » en breton.
Les Bigoudens venant au pardon de Kerdévot en profitaient généralement pour effectuer le « pardon des trois Marie », c'est-à-dire la participation successive aux trois pardons de Cornouaille qui se tenaient le même dimanche : celui de Notre-Dame-de-la-Clarté en Combrit, celui de Notre-Dame de Basse-mer à La Forêt-Fouesnant et celui de Kerdévot.
Dans la seconde moitié du XXe siècle, la forme du pardon a quelque peu évolué. En effet, dès 1946 un podium est installé dans l'enclos afin de permettre à tous les pèlerins d'assister aux messes dans des conditions acceptables, la chapelle ne pouvant accueillir tout le monde. La procession du dimanche matin est remplacée depuis 1976 par une retraite aux flambeaux le samedi soir. Une kermesse se tient toujours en parallèle au pardon. Un fest-deiz se tient également depuis quelques années, permettant à la foule de danser sur des airs de musique traditionnelle bretonne.

### Foire aux gages
À l'époque où les agriculteurs employaient comme main-d’œuvre des travailleurs à l'année, une foire aux gages se tenait à Kerdévot, sur le placître arboré devant la chapelle. Ainsi chaque 8 décembre, jour de l'Immaculée conception, les domestiques et les bonnes des villages alentour venaient s'y faire gager auprès des propriétaires de fermes. La tenue de cette grande réunion avant le Nouvel An facilitait le choix d'employés pour l'année à venir. Ceux qui ne trouvaient pas satisfaction à Kerdévot, pouvaient toujours se rendre le samedi suivant à la foire aux gages de Saint-Corentin à Quimper.

### Usages contemporains
Outre les cérémonies religieuses et les fêtes liées au patrimoine, la chapelle est ouverte au public pendant les mois de juillet et d'août.
Depuis 2002, un marché de produits agricoles biologiques ou du terroir local est organisé chaque mercredi après-midi sur le placître situé devant la chapelle.